# Metallica
A Metallica amerikai thrash metal zenekart James Hetfield és Lars Ulrich alapította 1981-ben Los Angelesben. Az utóbbi évtizedek egyik legsikeresebb együttese, az 1980-as és az 1990-es évek meghatározó zenekara. 
Első stabil felállása – Lars Ulrich dobos, James Hetfield énekes-gitáros, Cliff Burton basszusgitáros és Kirk Hammett gitáros – 1983-ra alakult ki. Az 1983-ban megjelent Kill ’Em All című első albumuk újszerű, agresszív stílusával lefektették a thrash metal alapjait. Az 1984-ben, illetve 1986-ban megjelent Ride the Lightning és Master of Puppets albumaikon lassabb, epikus hangvételű, összetettebb dalokkal bővítették zenéjüket. 
Az egyre népszerűbb zenekar 1986-os turnéján Cliff Burton közlekedési balesetben meghalt. A helyére került Jason Newsteddel felvett …And Justice for All tovább növelte népszerűségüket, és a „thrash metal nagy négyese” (Metallica, Megadeth, Slayer, Anthrax) közül ők lettek a legismertebbek.
A mainstream-áttörést az 1991-ben megjelent Metallica (Black Album) hozta el; ezen a korábbiaknál rövidebb, slágeresebb dalok foglaltak helyet. Ez máig a legsikeresebb albumuk, amely 2009 decemberében a Nielsen SoundScan adatai szerint a legkelendőbb album volt, és 16-szoros platinalemez. 
Kisebb szünet után 1996-ban, illetve 1997-ben megjelent Load és ReLoad című albumaik alternatív hangvétele megosztotta a rajongótábort. Ezután a fokozódó személyes ellentétek miatt Jason Newsted 2001-ben elhagyta a zenekart. A feloszlás küszöbére sodródott együttes 2003-ban tért vissza a St. Anger albummal, amely óriási vitákat váltott ki a rajongók és a kritikusok közt is. Az ekkori problémákat szemléltette a Some Kind of Monster dokumentumfilm, amit 2004-ben mutattak be a mozikban. A Robert Trujillo basszusgitárossal kiegészült együttes következő nagylemeze Death Magnetic címmel jelent meg 2008-ban. 2013-ban Metallica-Through the Never címen jelent meg első, Antal Nimród ötletei alapján készült filmjük.
Világszerte több mint 200 millió albumot adtak el, ebből több mint 60 milliót az Amerikai Egyesült Államokban. Eddig kilencszer nyertek Grammy-díjat, és a VH1 100 Greatest Artists of Hard Rock listáján az ötödik helyre kerültek. Magyarországon eddig hatszor koncerteztek: 1988-ban, 1991-ben, 1993-ban, 1999-ben, 2010-ben és 2018-ban.

## Történet

### Megalakulás és a kezdeti évek (1981–1983)
A Metallicát 1981-ben alapította a dán származású Lars Ulrich dobos és az énekes-gitáros James Hetfield Los Angelesben. Ulrich újsághirdetést adott fel, miszerint „egy dobos zenészeket keres Tygers of Pan Tang, Diamond Head és Iron Maiden dalok eljátszásához”, erre James Hetfield és Hugh Tanner válaszolt. Az Aerosmith-fanatikus Hetfield korábban olyan amatőr együttesekben fordult meg, mint az Obsession, a Phantom Lord és a Leather Charm.
A zenekart hivatalosan 1981 októberében alapították, öt hónappal azután, hogy Ulrich először találkozott Hetfielddel. A „Metallica” nevet egy barát, Ron Quintana javasolta, aki azon gondolkozott, hogy milyen néven indítsa el heavy metal magazinját. Egyik ötlete a Metallica volt. Ulrich Quintanának a Metal Mania nevet javasolta, így magának megtartotta a Metallicát.
1982 elején vették fel első saját dalukat, a „Hit the Lights”-ot, az első Metal Massacre válogatáshoz. A dal címét a Diamond Head együttes „Shoot the Lights” dala inspirálta. Brian Slagel (a későbbi Metal Blade kiadó tulajdonosa) válogatásalbumán Ulrich révén szerepelhettek, mivel jó barátja volt a korábban fanzine-szerkesztéssel foglalkozó Slagelnek. A dalban Lloyd Grant volt a szólógitáros, míg a basszusgitáros Ron McGovney lett, aki korábban már játszott együtt Hetfielddel a Leather Charm soraiban. A Metal Massacre 1982. június 14-én jelent meg, ahol tévesen „Mettallica” néven jegyezték fel őket, és olyan zenekarokkal szerepeltek együtt, mint a Cirith Ungol, a Ratt, a Steeler, az Avatar (a későbbi Savatage) és a Malice.
A kiadványon Grant és McGovney neve is tévesen szerepelt, mint Mcgouney és Llyod.
Mivel szükség volt egy állandó gitárosra, a The Recyclerben egy újsághirdetést adtak fel, amire Dave Mustaine, a Panic zenekar gitárosa jelentkezett. Az együttes első, 1982. március 14-én adott koncertjén (Anaheim – Kalifornia Radio City klub) már Mustaine gitározott Hetfield oldalán. Az első koncertjeiken Diamond Head, Sweet Savage és Savage dalok is a koncertprogram részét képezték. A Metal Massacre válogatás ezt követően Kanadában is megjelent, melyen a Hit the Lights már újravett verzióban, Mustaine előadásában szerepelt. Az első próbatermi felvételek 1982-ben készültek McGovney garázsában, melyből a Ron McGovney's '82 Garage demó született, rajta öt Diamond Head-, egy Sweet Savage- és egy Savage-feldolgozással, valamint két saját számmal („Hit the Lights”, „Jump in the Fire”).
Ezután Power Metal címmel elkészítettek egy négyszámos demót, amit már a Hetfield által rajzolt, a mai napig használt logó díszített. A demó címét McGovney adta, de a többiek megkérdezése nélkül, és ezen rendesen össze is vesztek Ulrichhal. Hetfield ekkortájt fontolóra vette, hogy felhagy a gitározással az éneklés kedvéért, végül néhány balul sikerült kísérlet után (Sammy Dijon énekessel és Jeff Warner énekes-gitárossal is dolgoztak) mégiscsak a négyes felállás mellett döntöttek. Ezenkívül a Tygers of Pan Tang énekesét Jess Coxot és az Armored Saint énekesét (később Anthrax) John Busht is próbálták megnyerni, ők azonban elutasították az ajánlatokat. Nemsokára egy újabb teljes értékű demót készítettek No Life 'til Leather címmel, amely címében egyfajta utalás volt a Motörhead 1981-es, klasszikus No Sleep ’til Hammersmith koncertlemezére. A 4 dollár 99 centért árusított kazetta a „Hit the Lights” egy újabb verziója mellett további hat dalt tartalmazott. Azonban McGovney AOR/rádiórockos ízlése zeneileg nem passzolt a többiek közé, ráadásul emberileg sem jött ki Mustaine-nel, így a zenekar McGovney tudta nélkül új embert keresett a basszusgitárosi posztra.
Miután Joey Vera, az Armored Saint basszusgitárosa visszautasította az ajánlatot, a Trauma basszusgitárosára, Cliff Burtonre esett a választásuk. Hetfield és Ulrich korábban már látta Burtont a hollywoodi Whisky a Go Go klubban játszani, ahol a basszusgitáros wah-wah pedált is használt. Ulrichnak négy hónapba telt, míg meggyőzte Burtont, hogy csatlakozzon zenekarához. Az elődjénél jóval nagyobb technikai tudással rendelkező basszusgitáros azonban kikötötte, hogy csak akkor csatlakozik hozzájuk, ha elhagyják Los Angelest, így az együttes 1983 februárjában áttette székhelyét San Franciscóba. McGovneynek utolsó Metallica koncertjét 1982. november 30-án adta. Az 1982. november 29-én rögzített Metal Up Your Ass (Live) bootleg felvételen még az ő játéka volt hallható.
Cliff Burtonnel 1983 márciusában adták első koncertjüket, az első hangfelvétel pedig a kétszámos („Whiplash”, „No Remorse”) Megaforce demó volt. Ezt követően egyre többet koncerteztek, felléptek a Steeler, a Ratt és a Stryper előtt is.

### Kill 'Em All(1983–1984)
1983 tavaszán New Yorkba utaztak Jon Zazula hívására. Zazula a „Rock and Roll” lemezbolt tulajdonosa volt, aki Marsha nevű feleségével egyetemben felajánlott az együttes számára 1500 dollárt, hogy felvehessék a demók révén már sokak által követelt első nagylemezt. 1983 áprilisában a The Rods társaságában bonyolítottak le egy miniturnét. Dave Mustaine-t azonban április 11-én kirúgták az együttesből. Mustaine-től főleg nehezen elviselhető természete miatt váltak meg, melyet tovább súlyosbított rendszeres drog- és alkoholfogyasztása is. Ilyenkor állandóan kötekedett, sőt verekedett is társaival, de egy brooklyni koncert előtt súlyosan inzultálta Adrian Vandenberget, aki a későbbi Whitesnake gitárosaként lett ismert.
Helyére Joe Satriani tanítványa, az Exodus akkori gitárosa, Kirk Hammett került. Mustaine a mai napig nem tudta túltenni magát kirúgásán, így a későbbiekben is gyakran tett negatív megjegyzéseket egykori társaira. Főleg Hammettre volt dühös, mivel elmondása szerint olyan számok által lett népszerű gitáros, melyeket még ő írt. Mustaine 1983-ban megalapította saját zenekarát, a Megadethet, amely a thrash metal egyik legsikeresebb zenekara lett. Az együttes 1985-ben megjelent debütáló albumán (Killing Is My Business… and Business Is Good!) hallható Mechanix számot Mustaine elmondása szerint a Metallica „ellopta” tőle, és The Four Horsemen címmel jelent meg a Metallica első albumán. Hetfield elmondása szerint mielőtt lemezre vették volna Mustaine egykori dalát, előtte alaposan megváltoztatták. A Metallica első koncertjét Hammett-tel 1983. április 16-án adta a doveri The Showplace klubban.

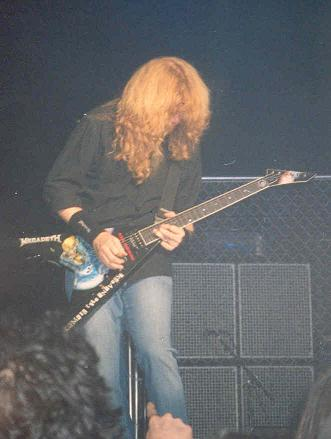
Dave Mustaine, az együttes első szólógitárosa. A fotó 2005-ben készült.

Közel egy hónappal később, május 10-én, bevonultak a rochesteri Music America stúdióba, hogy felvegyék első lemezüket. A producer Paul Curcio és Johny Zazula volt, a felvételek pedig – keveréssel együtt – május 27-ig zajlottak. A keverés során akadtak gondok, ugyanis Curcio és Chris Bubacz hangmérnök telepakolták az anyagot fura effektekkel, visszhangokkal. A szorító idő miatt az együttes ezek ellen már nem tiltakozott, de a későbbiekben nem engedték senkinek, hogy beleszóljon a hangzásukba.
Az 1982-es San Franciscó-i koncertfelvételük után a Metal up your Ass címet tervezték a készülődő lemeznek, a borítóját pedig egy vécékagylóból kinyúló és machetét tartó kéz díszítette volna. Egy ilyen borítójú és című albumot azonban minden terjesztő visszautasított. Mire Burton ezt meghallotta, annyit mondott, hogy: Ezek a kibaszott szemetek, öljük meg mind! A mondat nyomán Kill ’Em All lett az album címe, a borítót pedig egy vértócsában heverő kalapács díszítette. Az album 1983. július 16-án jelent meg Johnny Zazula Megaforce kiadójánál. Európában a Music for Nations terjesztette az albumot. Az első körben mindössze 1500 példány készült a lemezből, mely percek alatt elfogyott, de a következő 3500 darab is elkelt pár nap leforgása alatt. Kirk Hammett szerint viszont ez csak legenda, mert véleménye szerint 15 000 volt az indító példányszám. Kislemezként a Whiplasht és a Jump in the Fire-t adták ki a lemezről. A kiadványon több dal is szerepel a korábbi demókról, Mustaine négy dalban is szerepel mint szerző.
A Kill 'Em All kereskedelmileg nem aratott kiugró sikert, az undergroundban viszont hatalmas feltűnést keltett. Az agresszív stílusú és gyors tempójú dalok a punk lendületét és a brit heavy metal hatását egyaránt magukon viselték. Kritikusok és rajongók részéről is egyöntetű a vélemény, hogy valószínűleg a Kill 'Em All a legkorábbi thrash metal album. Az album 1988-ban a 120. helyet szerezte meg a Billboard 200-as listáján, és 1999-re 3 millió példány kelt el belőle az Amerikai Egyesült Államokban. A Rolling Stone magazin „az 1980-as évek 100 legjobb albuma” listáján a 35. lett, míg a metal-rules.com a 20. legjobb metálalbumnak minősítette.
Az album megjelenése után megkezdték a Kill ’Em All For One Tour turnét, ahol a Raven társaságában koncerteztek. A körút az Exciter és a The Rods zenekarokkal folytatódott, de felléptek a Savage társaságában is. Angliában telt házat vonzottak a legendás Marquue klubban, Newcastle-ben pedig a Twisted Sister zenekar társaságában adtak koncerteket. 1984 februárjában hét alkalommal is felléptek a Venom előtt. Az utolsó előadás a hollandiai Aardschok Festivalon volt, ahol 7000 ember előtt mutatkozhattak be.

### Ride the Lightning(1984–1986)
1984 februárjában hozzáláttak a második album munkálatainak. A felvételekre a koppenhágai Sweet Silence stúdióban került sor, február 20-án. A próbákat már előbb elkezdték a Mercyful Fate heavy metal együttes próbatermében. A készülődő lemez felvételei március 14-én fejeződtek be, a zenekar és Flemming Rasmussen producer irányításával. A lemez Ride the Lightning címmel jelent meg 1984. július 27-én, továbbra is a Megaforce és a Music for Nations gondozásában. A Bronze Records ugyan szerződést ajánlott, a zenekar viszont elutasította azt, hogy majd később egy nagyobb céghez igazolhassanak. Egy francia nyomdai hiba következményeként az albumnak egy kis példányszámú, zöld színezetű borítója is megjelent, amely ma a gyűjtők féltett darabjai közé tartozik.
A lemez komoly fejlődést mutatott a hangszerelést és a dalszerkezeteket illetően. A zúzós thrash metal témák akusztikus elemekkel keveredtek, sőt klasszikus zenére hasonlító megoldások is megjelentek. A változatos tempójú számokban ezentúl már direktebb, hagyományosabb rocktémák is felbukkantak. Az albumon összetettebb és hosszabb számok kaptak helyet, zeneileg pedig sokkal kifinomultabb lett, mint a Kill 'Em All. A lemezre egy lassú, bensőséges dal, a Fade to Black is felkerült, amiben az öngyilkosságról elmélkednek. 
A dal előzménye, hogy a zenekar előtt sorra megoldhatatlannak tűnő akadályok tornyosultak, például ellopták a Kill 'Em All felvételéhez használt felszerelésüket. A balladisztikus hangvételű szám megjelenése óriási megdöbbenést váltott ki, ugyanis akkoriban thrash metal albumokon ilyen nem fordult elő. Ezek a lassú, befelé forduló dalok megkülönböztették a Metallicát a többi thrash metal zenekartól. A kísérletezést tovább erősítette az instrumentális zárószám, a The Call of Ktulu. A dalszövegek terén is változások mutatkoztak. A heavy metalt dicsőítő sorok mellett történelmi, irodalmi témákat is feszegettek a szövegek. A Creeping Death című dal például a zsidók kivonulását dolgozza fel az egyiptomi rabszolgaságból, valamint az Egyiptomot ért tíz bibliai csapást. A For Whom the Bell Tolls Ernest Hemingway Akiért a harang szól című regénye alapján íródott. A szövegek laza kapcsolatban állnak, a dalok a halálról szólnak különböző megközelítésben. A Ride the Lightning és a The Call of Ktulu dalokban Mustaine is szerepel dalszerzőként.

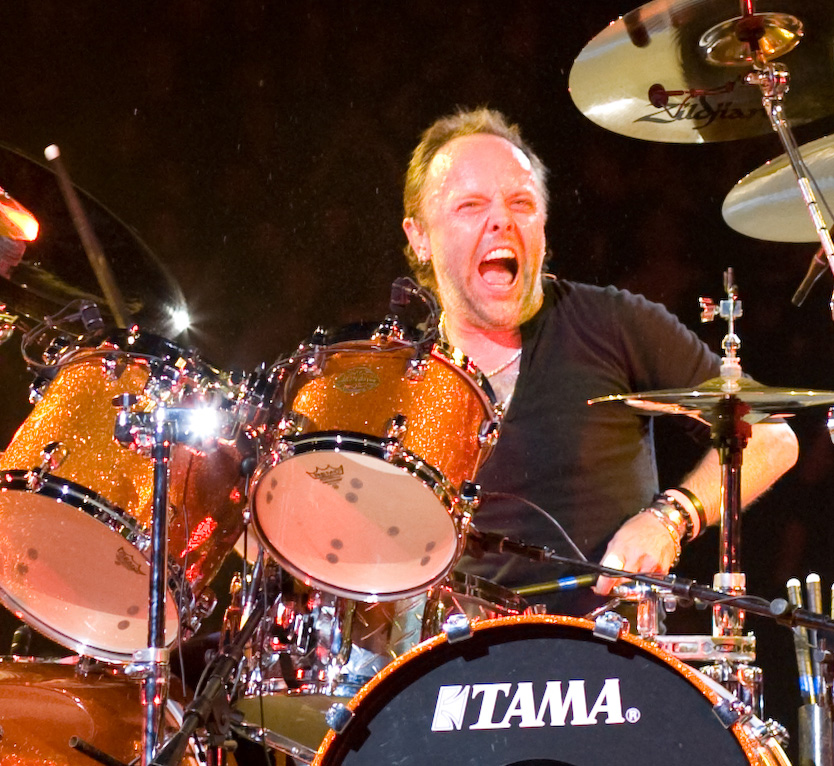
Lars Ulrich dobos, az együttes alapítója, vezetője. A fotó 2008-ban készült Londonban.

A lemezt a rajongók és a kritikusok lelkesen fogadták, kereskedelmileg pedig messze túlszárnyalta a Kill 'Em Allt. Visszatekintő értékelésében az Allmusic négy és féllel jutalmazta az ötből, ezenkívül forradalmi jelentőségű albumnak nevezte a Ride the Lightningot.
A Billboard 200-as listán a 100. helyen végzett, míg az UK Albums Charton a 87. lett. Az album főleg Európában fogyott, aminek révén az Elektra felfigyelt rájuk és szerződést ajánlott. A zenekar elfogadta a nyolc albumra szóló, komoly anyagiakat ígérő szerződést, így az év novemberétől már az Elektra terjesztette az albumot. A Ride the Lightning 1987-ben lett aranylemez, 2003-ra pedig 5 millió példányban kelt el az Amerikai Egyesült Államokban.
A metal-rules.com Minden idők 100 legjobb metal albumainak listáján a 3., az IGN Music Top 25 metal albumának listáján pedig az 5. helyet szerezte meg. Kislemezként a Fade to Black, a Creeping Death és a For Whom the Bell Tolls jelent meg.
Miközben koncerteztek az új albummal, a Q-Prime menedzsment emberei látták élőben a zenekart, és felajánlották az együttes ügyeinek intézését. A cég irányítói, Peter Mensch és Cliff Burnstein, többek között a Def Leppardot és az AC/DC-t is a listákra juttatták. Ezt követően a Creeping Death kislemez kelendőnek bizonyult, már az USA-ban is 40000 példányban kelt el. A címadó dal mellett egy Diamond Head-feldolgozás (Am I Evil?) és a Blitzkrieg szerepelt a kiadványon. Utóbbi két dal a Kill 'Em All 1988-as Elektra általi újrakiadásán is szerepelt. Ezt követően nekiláttak első komolyabb európai turnéjuknak (Ride The Lightning Tour) a londoni Tank társaságában, ahol esténként körülbelül 1300 nézőt vonzottak. Az ezt követő amerikai turnén a Wasp és az Armored Saint társaságában koncerteztek, majd 1985. augusztus 17-én felléptek az angliai „Monsters of Rock” fesztiválon is. A rendezvényen 70 000 néző előtt játszottak olyan zenekarokkal, mint a Ratt, a Bon Jovi, a Magnum, a Marillion és a főzenekarként fellépő ZZ Top. Nem sokkal ezután a kaliforniai Oaklandben léptek fel a „Day on the Green” fesztiválon, 60 000 ember előtt.
A nyár végén visszatértek Európába, szeptember 17-én a németországi Loreley-ben léptek fel a „Metal Hammer Fest” keretében, olyan együttesekkel, mint a Nazareth, a Venom, a Heavy Pettin, a Wishbone Ash, a Savage Grace, a Running Wild, a Tyran Pace, a Pretty Maids és a Warlock. 1985 szilveszterén a San Franciscó-i Civic Centerben koncerteztek az Exodus, a Metal Church és a Megadeth társaságában. Még 1985-ben Hetfield és Burton csatlakozott a Spastik Children heavy metal együtteshez, amely lehetőséget adott nekik, hogy más zenészekkel is dolgozhassanak hobbi szinten. Később Hammett és Jason Newsted is csatlakozott a formációhoz.

### Master of Puppets(1986–1988)
A Ride the Lightning turnéjának végeztével nekiláttak a harmadik album munkálatainak. A felvételek 1985. szeptember elsején kezdődtek és december 27-én értek véget, ismét a koppenhágai Sweet Silence stúdióban. Az Elektra kiadó felvetette az ötletet, hogy ezentúl egy ismertebb producerrel kéne dolgozniuk, de Ulrich ragaszkodott Flemming Rasmussenhez. A felvételek minden korábbinál hosszabb ideig tartottak, mely során különféle erősítőkkel, eltérő mikrofonozásokkal kísérleteztek a maximális hangzás érdekében. Mivel nem végeztek időben a felvételekkel, a keverést Michael Wagener végezte a hollywoodi Amigo stúdióban. 
Az album végül Master of Puppets címmel 1986. március 3-án került a lemezboltok polcaira. Zeneileg az előző albumhoz képest nem jelentett komoly előrelépést, hanem az ott kialakított stílus egyfajta kikristályosodását nyújtotta. Továbbra is az összetettebb, epikus témák keveredtek a thrash metal dinamizmusával, de a végeredmény még érettebb, kidolgozottabb lett. Az albumra megint felkerült egy ballada a Welcome Home (Sanitarium) képében, de a The Thing that Should Not Be is egyértelmű eltávolodást jelzett a thrash metaltól. Ennek ellenére az olyan agresszív tételek sem hiányoztak a lemezről, mint a Battery, a Disposable Heroes vagy a Damage, Inc.. A szövegek terén Hetfield magabiztosabban fejezte ki gondolatait, mint korábban, melyek a hatalomról, félelemről, az addikció és düh által megvezetett gyenge emberekről szólnak. Az album egyik különleges dala a záró instrumentális Orion, amely Burton basszustémáira épül.
Az album borítóján látható apokaliptikus katonai temető a sírköveket irányító láthatatlan bábmesterrel arra uralt, hogy az anyag egy szélesebb, átfogóbb látásmódot képvisel. Hammett elmondása szerint a lemez egésze mögött meghúzódó koncepció maga a manipuláció volt, annak minden formája és válfaja. Az album kereskedelmileg messze túlszárnyalta a korábbi anyagokat. A Billboard 200-on a 29. helyig kúszott, míg az angliai UK Albums Charton a 41. lett. Amerikában 72 hétig szerepelt a listákon. A rajongók és a kritikusok egyaránt dicshimnuszokat zengtek. Megjelenésekor a Rolling Stone és a Kerrang, évekkel később visszatekintve pedig az Allmusic, az MSN Music, a Sputnikmusic és a Q magazinok egyaránt maximális pontszámot adtak rá.
Sok rajongó szerint a Master of Puppets a legjobb albumuk, és több kritikus is minden idők legjobb heavy metal albumának nevezte. A Rolling Stone magazin Minden idők 500 legjobb albumának listáján a 167. helyen szerepel, az IGN Top 25 Metal Albumainak a listáján pedig az első lett. Több kritikus is minden idők legnagyobb hatású thrash metal albumának tartja. Az albumról a Master of Puppets, a Battery és a Welcome Home (Sanitarium) dalok jelentek meg kislemezen. Dave Mustaine a lemez megjelenése után megint botrányt keltett, mivel kijelentette, hogy a Metallica megint az ő zenéjével „villog”. A Megadeth vezére a Leper Messiah nótát külön megemlítette, mint olyat, amelyben visszahallja régi ötleteit. Hammett viszont tagadta, hogy Mustaine-nek valami köze is lett volna a dalhoz. 
1986. március 27-én az Egyesült Államokban vette kezdetét az albumot népszerűsítő Damage, Inc. Tour turné. Az együttes Ozzy Osbourne előzenekaraként léphetett fel, 55 perces játékidővel. Ennek köszönhetően egy szélesebb tábornak is bemutatkozhattak, hiszen ebben az évben csak az Aerosmith/Ted Nugent turné adott el több jegyet az országban. A Master of Puppets 1986 novemberében aranylemez lett, és több mint 6 millió példányban kelt az USA-ban. Az együttes a népszerűsége csúcsán lévő thrash metal hullám vezető zenekara lett. A turné elején Hetfield gördeszkázás közben eltörte az egyik karját, így pár alkalommal csak énekesként lépett fel. A gitárt ilyenkor az egyik road, John Marshall kezelte, aki később a Metal Churchben is megfordult.
A Long Beachben adott koncertek egyikén az erkély korlátján egy illuminált állapotban egyensúlyozó személy lezuhant és szörnyethalt.
Az amerikai koncertek után öthetes szünetet tartottak, majd Európában folytatódott a körút, ahol az Anthrax volt a vendégzenekar. Szeptember 26-án a svédországi Solnahalléban léptek fel, aztán elindultak Koppenhága felé, de az út egy szörnyű tragédiába torkollott. A turnébuszt vezető sofőr elveszítette uralmát a jármű felett, és belefordult az útszéli árokba. Cliff Burton kizuhant az ablakon, és olyan szerencsétlenül esett, hogy a busz alá került. Mire leemelték róla a járművet, már csak a halálát tudták megállapítani. A többiek kisebb törésekkel, zúzódásokkal megúszták, lelkileg azonban ők is összezuhantak. Tulajdonképpen a mai napig nem tudták feldolgozni a 24 éves basszusgitáros halálát. Érdekesség, hogy a Burton által használt ágyat korábban általában mindig Hammett használta, kivéve ezen az estén.
A basszusgitáros halála hatalmas űrt hagyott maga után. Az együttesben aktív dalszerzőként is közreműködött, ezenkívül ő volt a legképzettebb és legmuzikálisabb mindnyájuk közül. A Ride the Lightning és a Master of Puppets albumokon végbement fejlődés, kiérlelt zeneiség nagyrészt neki volt köszönhető. Ebben közrejátszott klasszikus képzettségű zenei háttere is, mely révén a dalok hangszerelésében is otthonosan érezte magát. Hammett elmondása szerint nemcsak egy közeli barátot veszítettek el, hanem egy olyan erős zenei szövetségest és muzsikust, aki komoly hatással volt rájuk. Ezenkívül bölcsebb, felelősségteljesebb volt társainál. Burton búcsúszertartására tíz nappal később került sor kaliforniai szülővárosában, Castro Valley-ben. A tragédia következtében kérdésessé vált a zenekar jövője, a sajtó pedig a feloszlásról cikkezett.
Az együttes azonban a folytatás mellett döntött, és körülbelül 40 basszusgitáros közül Jason Newstedre esett a választásuk, aki korábban a Flotsam and Jetsam speed/thrash metal együttes tagja volt. A meghallgatásokon olyan ismert basszusgitárosok is felbukkantak, mint Hammett gyermekkori barátja, Les Claypool (Primus), vagy a Prongban zenélő Troy Gregory, továbbá Joey Vera (Armored Saint) és Doug Keyser, a Watchtower basszusgitárosa. Newsteddel az első koncertjüket a kaliforniai Resedában, a Country Clubban adták. Ezt követően folytatták a félbemaradt turnét, melynek során Japánban is felléptek, további amerikai és európai dátumok mellett. A körút 1987. február 13-án Göteborgban ért véget. Nem sokkal később szerepeltek volna a Saturday Night Live show-ban, de ezt visszautasították Hetfield kézsérülése miatt. Ezt követően egy feldolgozás EP-t terveztek megjelentetni, melynek a felvételei 1987 júliusában kezdődtek a Santa Monica-i A&M és a Los Angeles-i Conway stúdióban. Ezen kívül Ulrich garázsában is készültek felvételek. A 25 perces EP Garage Days Re-Revisited címmel jelent meg 1987. augusztus 21-én, és öt feldolgozást tartalmazott olyan előadóktól, mint a The Misfits, a Holocaust, a Killing Joke, a Budgie, és a Diamond Head. A kiadvány a Billboard 200-on 28., míg Angliában 27. helyezett lett. Az EP-t azért készítették el, hogy kihasználják újonnan épített stúdiójukat, továbbá kipróbálják Newstedet, és valamelyest enyhítsék bánatukat Burton iránt.
A basszusgitáros emlékére 1987-ben kiadtak egy Cliff 'Em All című videófelvételt, melyen interjúk, basszusszólók és jobbára a közönség soraiból rögzített koncertfelvételek kaptak helyet. Az anyag forradalmi változást jelentett az akkori VHS piacon, ugyanis itt fordult elő először, hogy a koncertfelvételek mellett családias hangulatú képsorok, interjúk is helyet kaptak.
1987. augusztus 22-én felléptek a donningtoni Monsters of Rock fesztiválon, a Dio, a WASP, az Anthrax, a Cinderella és a főzenekar Bon Jovi társaságában. A koncert nem sikerült valami fényesen, a Metallica meglehetősen enerváltan adta elő magát. Az ezt követő nürnbergi rockfesztiválon viszont már sikert könyvelhettek el, ahol a Deep Purple volt a főzenekar.

### …And Justice for All(1988–1990)
A következő album stúdiómunkálatai 1988. január 28-án kezdődtek meg a Los Angeles-i One on One stúdióban. A felvételek május elsejéig tartottak, Flemming Rasmussen és a zenekar produceri irányításával. Negyedik nagylemezük …And Justice for All címmel jelent meg 1988. augusztus 25-én, továbbra is az Elektra gondozásában. Zeneileg megmaradt a Ride the Lightning és a Master of Puppets albumokkal lefektetett irányvonal, ezentúl minden korábbinál komplexebb formában. A hosszú dalokban történő témahalmozás révén gyakran hivatkoznak rá az együttes „progresszív metál albumaként”. Az albumon több olyan dal is akadt, amit nem játszottak koncerteken a bonyolultságuk miatt. A hangzás meglehetősen szárazra sikeredett, aminek oka, hogy a keverésnél valamiért nagyon háttérbe helyezték a basszusgitárt. Egyes vélemények szerint szándékosan nem hallható Newsted, mivel a többiek rendszeresen bántalmazták, megalázó helyzetekbe hozták, és zenei ötleteit figyelmen kívül hagyták. (Cliff Burton tragédiájának feldolgozása nyomán.) Szövegileg „valóságosabb” gondolatok születtek, olyan témákkal mint a politikai és jogi igazságtalanságok, a háborúk, a társadalomkritikai felhangok.
A lemezt az előző album és turné révén már óriási várakozás előzte meg, és hatalmas sikert aratott. A Billboard 200-as listáján a 6., míg az UK Albums Charton a 4. lett. Az album kilenc héttel a megjelenése után platinalemez lett, 2003-ra pedig több mint 8 millió példányban kelt el az Amerikai Egyesült Államokban. A rajongók és a kritikusok egyaránt kitörő lelkesedéssel fogadták. A Kerrang! és a Q magazine maximális pontot adott rá, míg a Rolling Stone és visszatekintő elemzésében az Allmusic négy és felet az ötből. Kritikusok szerint az …And Justice for All mérföldkő a metál történetében. Az IGN Top 25 Metal Album listáján a 9. helyre került. Az albumról négy kislemezt jelentettek meg: Eye of the Beholder, Harvester of Sorrow, …And Justice for All és a One.
Ez utóbbi dalhoz forgatták első videóklipjüket, amely egy végtag nélküli, magatehetetlen ember kínlódásáról szól. Dalton Trumbo 1938-as regénye a Johnny háborúba megy (Johnny Got His Gun) egy első világháborús amerikai katonáról szól, akit olyan súlyos találat ér, hogy elveszti a lábát, a karját és az arcát is, csak az agya marad ép, és végül morzekóddal azt az üzenetet küldi két bajtársának, hogy öljék meg. Ez ihlette James Hetfield-et a One megírására, amelynek klipjéhez és hangeffektjeihez is felhasználták a filmadaptáció egyes részeit. Korábban elzárkóztak a klipek készítésétől. A One videóját egy elhagyatott raktárban forgatták, melyben helyet kaptak a Johnny Got his Gun című film betétrészletei is, miután a zenekar megvásárolta a jogokat. Az MTV rendszeresen játszotta a hosszú és komor hangulatú klipet, amely a hét klipje címet is elnyerte. 1999-ben az MTV sugározta a minden idők 100 legjobb klipje című műsorát, ahol a One a 38. helyet szerezte meg.
Ezt követően részt vettek az 1988 májusában induló amerikai Monsters of Rock turnén, ahol a Van Halen volt a főzenekar, de fellépett még a Scorpions, a Dokken és a Kingdom Come is.

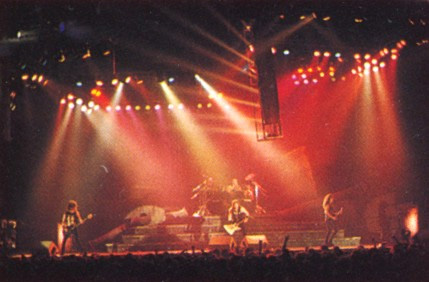
Metallica-koncert az 1988/89-es Damaged Justice Tour keretében. Balról jobbra: Jason Newsted, Lars Ulrich, James Hetfield, Kirk Hammett.

Az album önálló turnéja 1988. szeptember 11-én indult a budapesti Hidegkuti Nándor Stadionban. A Damaged Justice nevezetű turné 1989. október 8-án ért véget São Paulóban. A körút során bejárták Amerikát, Kanadát, Japánt, Ausztráliát és Európát. A turné gyakorlatilag 20 hónapon át folyt, 251 koncerttel, nagyságrendileg négymillió ember előtt. A fellépések immáron nagyobb arénákban zajlottak le, olyan együttesek társaságában, mint a Queensrÿche, a Danzig, a The Cult vagy a Faith No More. A fellépések mindenhol óriási sikert arattak, a zenekar ekkorra már a heavy metal színtér egyik legsikeresebb csapata lett. A turné utolsó szakaszán már saját repülőgéppel járták a világot. A zenekar fellépett az 1989-es Grammy-díj-kiosztón, ahol jelölést is kaptak a legjobb Metal/Hard rock kategóriában. Sokan a Metallicát várták győztesnek, de a Grammy-díjat a Jethro Tull kapta meg. Ez a rajongók felháborodását váltotta ki, főleg annak fényében, hogy a Jethro Tullnak semmi köze a heavy metalhoz.
A Damaged Justice turné közben különböző videókazetták láttak napvilágot. 1989. június 6-án 2 of One címmel megjelent egy nagyrészt interjúkat tartalmazó kiadvány.
1990-ben pedig egy The Good, the Bad and the Live című boxszett kiadvány, amely már korábban megjelent négy kislemezt és két EP-t foglalt magában.
1990-ben a One dalért megkapták első Grammy-díjukat Best Metal Performance (legjobb metálelőadás) kategóriában.

### Metallica(1991–1994)
Ötödik nagylemezük stúdiómunkálatai 1990. október 6-án kezdődtek a Los Angeles-i One on One stúdióban, majd a Little Mountain Sound stúdióban folytatódtak Vancouverben. A felvételek egészen 1991. június 16-áig tartottak Lars Ulrich, James Hetfield és Bob Rock producer vezényletével. Bob Rock többek között olyan együttesek révén szerzett magának nevet, mint az Aerosmith, a Bon Jovi és a Mötley Crüe. Bob Rock később elmagyarázta, hogy csupán a „sors keze” játszott közre abban, hogy a Metallicával dolgozott. Elmondása szerint egyszer egy családi kirándulás alkalmával valahol az USA területén, egy puszta közepén, egy Metallica-póló került a szeme elé. Ezt követően tovább haladt, majd megállt egy benzinkútnál tankolni, ahol egy helyi rádióállomás éppen Metallica-dalt adott le.
Akkoriban egyáltalán nem sugároztak a rádiók Metallica-dalokat, így ezeket egyértelmű jelnek vette, és ahogy visszatért a városba, hívta a vezetőit, hogy a Metallicával akar dolgozni.
Az album összköltségvetése minden korábbinál nagyobb volt, meghaladta az egymillió dollárt (körülbelül 220 millió forint). A felvételek során Bob Rock és az Ulrich/Hetfield duó között több alkalommal is heves vita bontakozott ki. Hetfield és Lars meglévő munkamódszert alakítottak ki az évek alatt, így nem minden alkalommal fogadták örömmel Bob Rock elképzeléseit. Hetfieldnek a felvételek közben elment a hangja, ezért énektanárhoz küldték, s ennek révén a korábbiaknál kiérleltebb énektémák kerültek fel a lemezre. Az elkészült album végül 1991. augusztus 13-án került a boltok polcaira, Metallica címmel. A lemezt gyakran „Fekete Album”-ként is emlegetik a borítója miatt, amely teljesen fekete, kivéve egy halvány Metallica logót és egy kígyót. Az anyag egy új korszak kezdetét nyitotta meg az együttes történetében. A zene csak nyomokban hasonlított a korábbi lemezekre, a dalok egyszerűbbek, slágeresebbek lettek. Míg korábban gyakran írtak 7–8 perces dalokat, addig a fekete lemezen már rövidebb dalok szerepeltek.
A korábbi thrash metal szinte teljes mértékben eltűnt, helyette egy könnyen emészthető, de azért továbbra is kellően súlyos, groove alapú, modern metal album született. A szövegvilág terén is változások következtek be. Az eddigi komor, depresszív, halálközpontú szövegeket általánosabb, az élet kérdéseivel foglalkozó sorok váltották fel. Ezek szélesebb tábort vonzottak, többen tudtak azonosulni ezekkel a mondanivalókkal. Az előző albumhoz képest előrelépést jelentett a tiszta, dinamikus hangzás.
A kritikusok utólag nagyra értékelték az albumot, a Q magazin és a Rolling Stone is maximális pontszámmal jutalmazta, míg az Allmusic 4 és fél csillagot adott rá az ötből. A rajongókat viszont alaposan megosztotta az új irány. A régi thrashrajongók egyértelműen elutasították, és kommersznek titulálták a zenekart, míg mások viszont pályafutásuk egyik legjobb albumának tartják. A lemezre felkerült két ballada is, a Nothing Else Matters és a The Unforgiven, melyeket az Enter Sandman dallal együtt a rádiók és az MTV is rendszeresen műsorára tűzött.

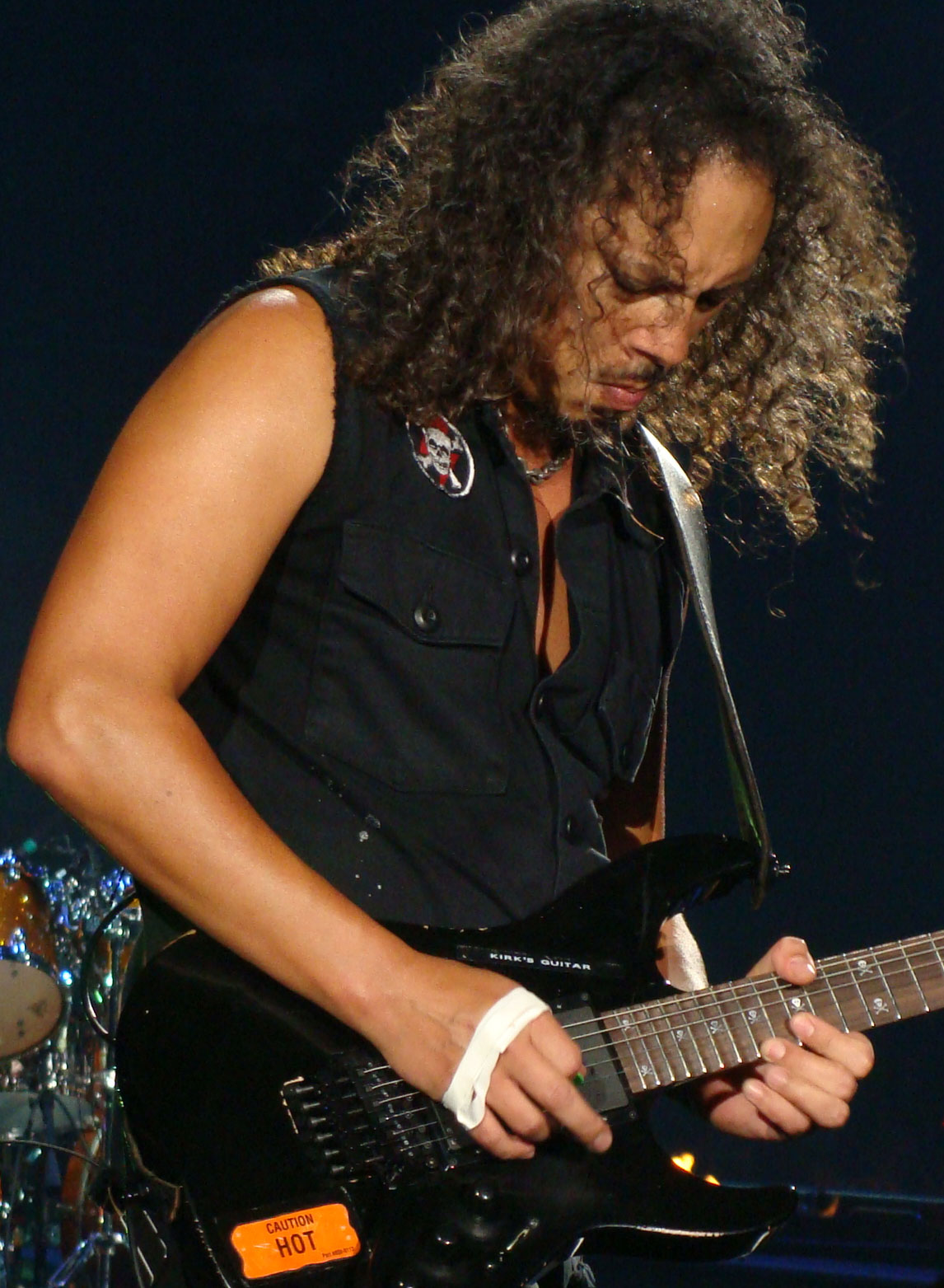
Kirk Hammett előadás közben

Az album rengeteg új rajongót szerzett a zenekarnak, és végül elképesztő kasszasiker lett. Az album a Billboard 200-on és az UK Albums Charton is az első helyre került, és az első héten 650 000 példányban kelt el. Az anyag a legsikeresebb kiadványuk lett, megjelenése után hetekig vezette a világ zenei listáit, és manapság már több mint 15 millió példányt adtak el belőle az Egyesült Államokban. Világszerte több mint 30 millió példányt értékesítettek belőle, az USA-ban pedig a 26. legjobban fogyó albumnak számít. A Rolling Stone magazin Minden idők 500 legjobb albumának listáján a 252. helyre rangsorolta. A Spin Magazine az 1990-es évek 90 legjobb albumainak listáján az 52. helyet szerezte meg, míg a Melody Maker 1991-es év legjobb 30 albumának listáján a 16. lett.
A lemezről az Enter Sandman, a Don't Tread on Me, a The Unforgiven, a Nothing Else Matters, a Wherever I May Roam és a Sad but True dalok kislemezként is megjelentek, melyek szintén sikerrel szerepeltek a listákon. 1991-ben megkapták második Grammy-díjukat a Stone Cold Crazy című Queen-dalért, Best Metal Performance kategóriában. 1991 augusztusában a Monsters of Rock fesztiválturné keretében koncerteztek a Black Crowes, a Queensrÿche, a Mötley Crüe és az AC/DC társaságában. A körút csúcspontja a moszkvai koncert volt, ahol több mint másfél millió ember előtt léphettek fel. Itt a Pantera is fellépett, a rajongók és a biztonságiak között pedig sérüléseket is okozó összecsapásra került sor. Az albumot népszerűsítő turné Wherever We May Roam Tour néven vette kezdetét 1991. október 29-én, és egészen 1992. december 18-áig tartott. A körút folyamán Amerikában, Európában, Japánban és Kanadában koncerteztek. 1992-ben napvilágot látott egy A Year and a Half in the Life of Metallica című videókazetta, amely a Fekete Album elkészítését dokumentálta, továbbá az Enter Sandman, a The Unforgiven, a Nothing Else Matters, a Wherever I May Roam és a Sad but True dalok klipjeit is tartalmazta.

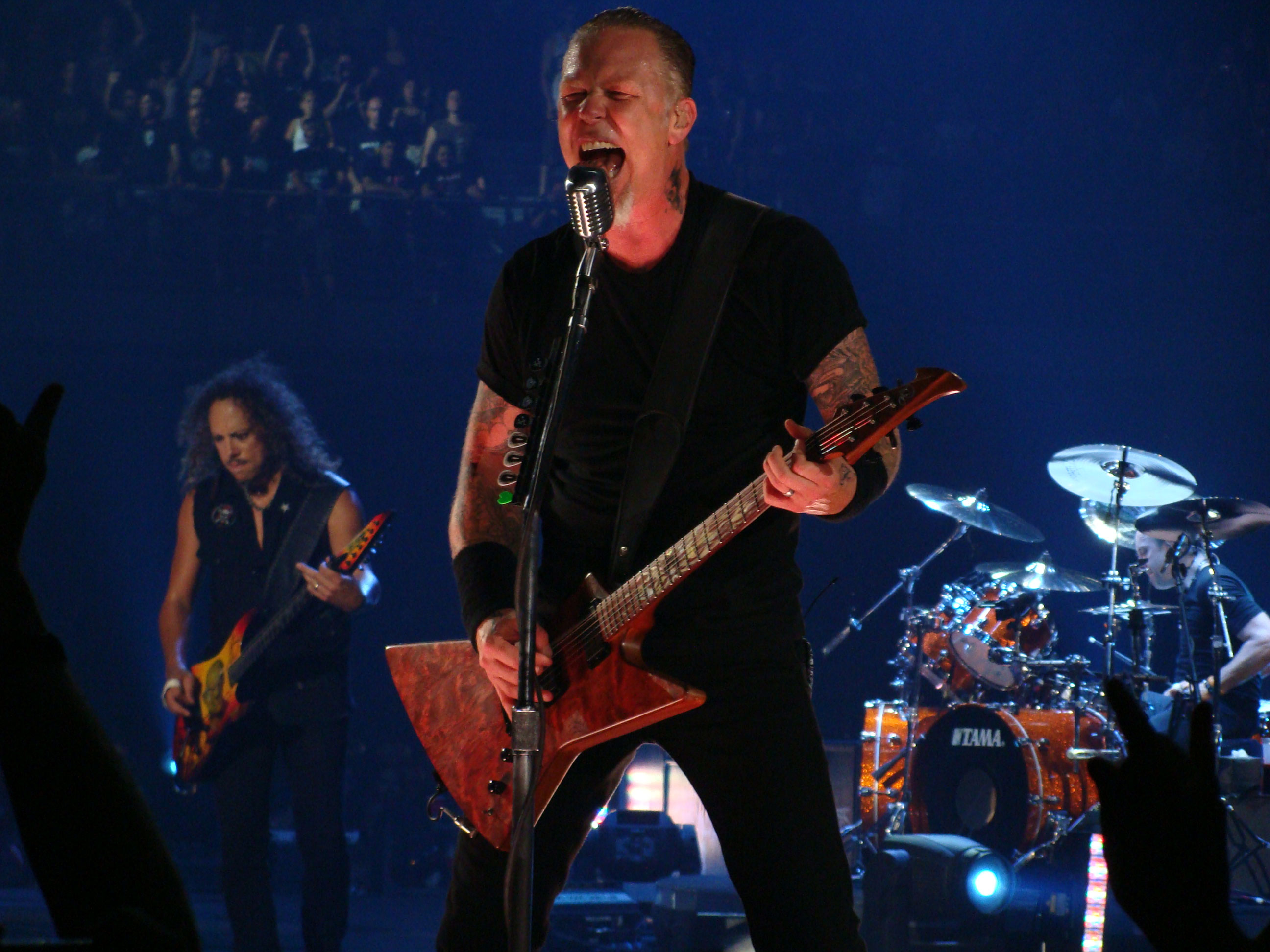
James Hetfield egy 2009-es madridi koncerten

1992. április 20-án felléptek az angliai Wembley Stadionban megrendezett Freddie Mercury emlékkoncerten. Saját blokkjukban az Enter Sandman, a Sad But True és a Nothing Else Matters című dalokat adták elő, majd a Queen tagjaival és Tony Iommival kiegészülve
a Stone Cold Crazyt játszották el. 1992-ben elnyerték a Grammy- (a Fekete Lemez után) és az MTV/American Music Awards díjakat (legjobb metálklip – Enter Sandman).
1992. július 17-én kezdetét vette egy újabb, Guns N' Roses/Metallica Stadium Tour elnevezésű turné, amely október 6-áig tartott. A koncertsorozat csak az Egyesült Államokat és Kanadát érintette. A turnén a Guns N’ Rosesszel léptek fel, mely révén minimum 60 000 férőhelyes stadionokban mutatkozhattak be. Augusztus 8-án a montréali Olimpiai Stadionban tartott koncerten James Hetfieldnek a színpadi pirotechnika miatt megsérült a keze. A frontember véletlenül belelépett egy lángoszlop útjába, miközben a Fade to Blacket játszották. Hetfield gitárja nagyrészt felfogta a lángnyelvet, de így is megperzselte szemöldökét, az egyikik karját, arcát és haját. A frontember másod- és harmadfokú égési sérüléseket szenvedett. A következő négy hétben John Marshall (Metal Church) vette át a gitárt.
A Fekete Lemez harmadik, egyben utolsó turnéja Nowhere Else to Roam Tour címkével 1993. január 22-én vette kezdetét, és július 4-én ért véget. A körút során felléptek USA-szerte, továbbá Dél-Amerikában, Japánban, Ausztráliában, Kanadában, valamint Európában. Pár alkalommal a Megadeth lépett fel előttük. A turné folyamán Magyarországon már harmadszorra léptek fel, ezúttal június 9-én az MTK Stadionban.
1993. november 23-án megjelent egy három VHS-ből álló boxszett Live Shit: Binge & Purge címmel. A kiadvány a 26. helyet szerezte meg a Billboard 200-as listáján. A kiadvány egy 1989-es seattle-i és egy 1992-es San Diegó-i koncertet tartalmaz. A box három CD-t is tartalmaz az akkori turnék hanganyagával, továbbá egy kisebb könyvet. A média támogatása és a sikeres turnék révén korábbi albumaik eladásai is megsokszorozódtak, az együttes pedig a legnagyobb mainstream sztárok közé emelkedett.

### Load,ReLoad,Garage Inc.ésS&M(1994–2000)
A Fekete Lemez hosszú turnéja után kisebb pihenőt tartottak, majd 1994. május 30-án kezdetét vette a Shit Hits the Sheds Tour elnevezésű turné, mely augusztus 21-én zárult Miamiban. A turné egyik csúcspontja a Woodstock '94 fesztiválon való fellépés volt 350 000 ember előtt. A Metallica a szombati napon lépett fel augusztus 13-án, többek között a Nine Inch Nails, a Crosby, Stills, & Nash, Joe Cocker és az Aerosmith társaságában. A turné Miamiban adott zárókoncertjén (augusztus 21. – Bicentennial Park) Rob Halford, a Judas Priest énekese is fellépett velük, hogy közösen adják elő a Rapid Fire című Priest-dalt. 1995-ben szintén kevesebbet hallattak magukról, mivel a készülődő albummal voltak elfoglalva. Newsted egy IR8 nevű projekten munkálkodott Devin Townsenddel és a korábbi Exodus-dobos Tom Huntinggal, a közös munkából azonban nem lett semmi. Időközben 1995. augusztus 26-án főzenekarként léptek fel a donningtoni Monsters of Rock fesztiválon, ahol a Slayer, a Skid Row, a Therapy?, a Slash’s Snakepit és a Corrosion of Conformity is fellépett. A következő stúdióalbum munkálatai 1995 májusában kezdődtek a sausalitói Record Plant stúdióban. A producer Bob Rock, Hetfield és Ulrich voltak, a felvételek pedig 1996 februárjáig tartottak. A dalokat Ulrich „Dungeon” névre keresztelt házi stúdiójában írták meg.
A Load névre keresztelt album 1996. június 4-én jelent meg az Elektra Records kiadásában. A borító Andres Serrano Blood and Semen című alkotássorozatából készült el. A sorozat üveglapok közé nyomott ondó és vér keverékből készített alkotásokból áll. Ez első látásra egyáltalán nem észrevehető, sokan egész mást látnak a képeken. Zeneileg egy teljesen új irányba indultak el, mint a korábbi albumokon. A tempókból visszavettek, helyette egyszerűbb, bluesos hangvételű dalok születtek. Az albumon érezhető az akkori alternatív rock befolyása, mely egyfajta modern hangvételű rádiórock irányba terelte a zenekart. A korábbi hangzás már csak elvétve bukkant fel. 
A lemez megosztotta a rajongótábort, dicsérő kritikákkal inkább csak azok illették, akik ezzel az anyaggal ismerték meg az együttest. A régi rajongók számára teljes kiábrándulást okoztak a kommersz, alternatív hangulatú rockdalok. Sokan megjegyezték, hogy a számok indokolatlanul hosszúra vannak elnyújtva. Azok a rajongók viszont, akik nem a korábbi albumok folytatását várták, pozitívan viszonyultak a lemezhez. Az album minden dalát D#-re hangolva játszották, Newsted pedig egyáltalán nem vett részt a dalok megírásában. A dalszövegekben erősebben megjelentek Hetfield személyes problémái, érzései, eltávolodva ezzel a korábban jellemző társadalmi és politikai témáktól. A Load a leghosszabb albumuk lett, 78 perces játékidejével.
A kritikusokat szintén megosztotta az új anyag, a Rolling Stone négy, míg az AllMusic kettő csillagot adott rá az ötből. Kereskedelmileg viszont továbbra is sikereket könyvelhettek el, miután a Load a Billboard 200-on és az UK Albums Charton is az első helyre került. Amerikában 40 hétig tartotta pozícióját. Ezenkívül vezette az ausztrál és a finn listákat is, és több mint 5 millió példányban kelt el az USA-ban. A lemezről az Until It Sleeps, az Ain't My Bitch, a Hero of the Day, a Mama Said, a King Nothing és a Bleeding Me dalok jelentek meg kislemezen. Ezek közül a Hero of the Day, és az Until It Sleeps első lett a Mainstream Rock Tracks listáján. Az Until It Sleeps 1996-ban elnyerte a legjobb metálvideó díjat az MTV Video Music Awardson .
Még ebben az évben az American Music Awards díjkiosztóján az Until It Sleeps a legjobb hard rock/metal dal, míg a Load album a legjobb hard rock/metal lemez kategóriában nyert.
A Load fordulópont volt a zenekar megjelenésében is. Levágatták a hajukat, valamint olyan vitatott fényképek készültek a zenekarról, melyeken megbotránkoztató ruhákat viseltek, dohányoztak, alkoholt ittak, néha erőteljesen kisminkelve. Ezzel is próbálták a régi rajongókat visszacsábítani. Az együttes új megjelenése inkább hasonlított a U2-ra, a Depeche Mode-ra, vagy a Red Hot Chili Peppersre. A régi rajongók felháborodását tovább fokozta az a híres fotó, melyen Hammett és Ulrich csókolózik egymással. Az új stílus és a hozzá tartozó körítés Hammett és Ulrich elképzeléseit tükrözte, ugyanis Hetfield kettejükkel szemben nem tudta érvényesíteni elképzeléseit, Newsted ötleteit pedig már korábban is figyelmen kívül hagyták. Hetfield elmondása szerint Newstedet és saját magát is idegesítette a sminkes, boás imázs, de a csapatjáték és a viták elkerülése érdekében eltűrték társaik javaslatait. Június 4-én kezdetét vette a Poor Touring Me Tour című koncertsorozatuk, amely amerikai és európai dátumokat foglalt magában, és 1997. május 28-án ért véget. A Load turnéjának 37 millió dolláros bevétele az év harmadik legsikeresebbje lett az Egyesült Államokban, a Rolling Stones és a U2 mögött. Több alkalommal is a Korn lépett fel előttük.
A február 22-én a michigani The Palace of Auburn Hillsben adott koncerten Ted Nugenttel adták elő az énekes-gitáros Stranglehold című dalát. Az 1996-os Lollapalooza alternatívrock-fesztiválon főzenekarként léptek fel. Az eseményen a Soundgarden és a Ramones is fellépett.
A Load stúdiómunkálatai során dupla albumnyi daluk született, így már 1997. november 18-án megjelent a következő albumuk, a ReLoad. A 75 perces album felvételei ugyanúgy 1995 májusában kezdődtek a Record Plant stúdióban. A Load felvételei és annak turnéja miatt azonban kénytelenek voltak szünetet tartani, és csak 1996 júniusában, majd 1997 októberében befejezni a munkálatokat. A szintén Bob Rock producerrel készült albumot a Load egyenes folytatásának szánták, így az irányvonal továbbra is maradt az alteres, modern rockzene, ezúttal viszont több hard rock és metáltémával. Ennek megfelelően a fogadtatása megint vegyes lett. Az Allmusic három, míg a Rolling Stone csak kettő csillagot adott rá. A régi rajongók többségének ugyanúgy csalódást okozott, mint az elődje. A csapat thrash metal rajongótáborát ezzel sikerült végképp elriasztani. A Metallica szerintük már rég „eladta” magát és nem metált játszott. A régi rajongók helyett azonban számos fiatal ekkor ismerte meg az együttest, és egyesek szerint a Load/ReLoad a legjobb albumuk. A borító szintén Andres Serrano Blood and Semen sorozatából származott. Ezentúl a sorozatból egy üveglapok közé nyomott vizelet és vér keverékből álló alkotást választottak, de sokan forgószélnek nézik a lemezen látható képet.
A ReLoad szintén első lett a Billboard 200-on, az UK Album Charton pedig a 4. helyet szerezte meg. Az Egyesült Államokban 4 millió példányban kelt el a lemez. A ReLoad, csakúgy mint az elődje több rádiós slágert is tartalmazott. A The Memory Remains, a The Unforgiven II és a Fuel dalok kislemezen is napvilágot láttak, melyek közül a The Unforgiven II vezette a Mainstream Rock Tracks listáját. Később a The Memory Remains című dalt is kiadták, melyben Mick Jagger egykori barátnője, Marianne Faithfull is hallható.
1997 decemberében felléptek az NBC Saturday Night Live című műsorában, ahol a Fuel és a The Memory Remains dalokat adták elő, utóbbit Marianne Faithfull közreműködésével. Ezt követően kezdetét vette a ReLoad turnéja a Poor Re-Touring Me Tour. A körút 1998. április 2-án startolt, és 1999. április 22-ig tartott, érintve Japánt, Ausztráliát, az Egyesült Államokat, Kanadát és pár európai országot. Az amerikai koncerteken a Days of the New alternatívrock-együttes és Jerry Cantrell (Alice in Chains) voltak a vendégek.
1998 szeptemberében és októberében ismét stúdióba vonultak, hogy elkészítsenek egy feldolgozásalbumot. A Record Plant stúdióban készülödő anyagnak Bob Rock mellett Mark Whitaker, továbbá Ulrich és Hetfield volt a producere. Az album dupla CD formátumban 1998. november 24-én jelent meg Garage Inc. címmel. Az anyagon olyan előadók feldolgozásai hallhatók, melyek nagy befolyást gyakoroltak a zenekarra. Az első CD-n Discharge-, Diamond Head-, Bob Seger-, Nick Cave and the Bad Seeds-, Misfits-, Black Sabbath-, Blue Öyster Cult-, Thin Lizzy-, Lynyrd Skynyrd-dalok és egy 11 perces Mercyful Fate-egyveleg kapott helyet. A második lemez 1984-től kezdve a Metallica kislemezek B-oldalain megjelent feldolgozásokat tartalmazza, valamint az addigra ritkasággá vált Garage Days Re-Revisitedet is. Ezenkívül erre is felkerültek újabb feldolgozások, többek között a Diamond Head, a Queen, a Killing Joke, a Sweet Savage és a Motörhead zenekaroktól. Az album jó kritikákban részesült, az Allmusic és a Q magazinok 4 csillagot adtak rá, míg a Rolling Stone 4 és felet.
A Whiskey in the Jar feldolgozásáért Grammy-díjat kaptak 2000-ben, Best Hard Rock Performance kategóriában.
A Garage Inc. 2. lett a Billboard 200-as listáján,
és 5 millió darab kelt el belőle az USA-ban.
1998. december 8-án megjelent egy Cunning Stunts című kétórás VHS/DVD-kiadvány, amely egy 1997-es Fort Worth-i koncertet tartalmaz. Az Elektra Entertainment gondozásában megjelent videóra további interjúk, fotók is felkerültek. 1998 decemberében videót forgattak a Turn the Page című Bob Seger-dalra , majd Hammett kórházba került, ahol vakbélműtétet hajtottak végre rajta.
1999-ben újabb Grammy-díjat kaptak a Better than You dalért a Legjobb Metálelőadás kategóriában.
1997. március 7-én Willie Brown, San Francisco polgármestere révén bekerültek a San Franciscó-i Walk of Fame-be.
Az 1999. április 11–12-i honolului koncerteken a Monster Magnet lépett fel előttük.
1999. április 30-án újabb turné vette kezdetét, melynek a Garage Remains the Same Tour nevet adták, utalva a Led Zeppelin legendás The Song Remains the Same filmjére. A turné főleg Dél-Amerikára és Európára koncentrált, az Egyesült Államokban csak hét koncertet adtak. Április 30-án a mexikói Foro Sol stadionban a Pantera is fellépett előttük, a Monster Magnet mellett. Május 2-án a kolumbiai Bogotában a Darkness és a La Pestilencia zenekarok léptek fel előttük. Az ezt követő brazíliai koncerteken a Sepultura volt az előzenekar, de a Rob Zombie és a Marilyn Manson is fellépett volna előttük, de ők lemondták a koncerteket.
1999. április 21–22-én felvették a San Franciscó-i szimfonikusokkal közös, kétéjszakás előadásukat a Berkeley Színházban Michael Kamen karmester közreműködésével. Két új dal is íródott az eseményre, a No Leaf Clover és a Human. Kamen korábban már dolgozott a Metallicával a Nothing Else Matters című dalon, és akkor (1991-ben) is felvetette az ötletet, hogy dolgozzanak egy szimfonikus zenekarral. A két koncert felvétele S&M címmel 1999. november 23-án látott napvilágot két CD-n, videókazettán és DVD-n. A lemez produceri munkálatait Bob Rock, Hetfield, Ulrich és Michael Kamen látta el. Noha az albumon a Metallica-számok klasszikus, nagyzenekari átiratai hallhatók, a domináns szerep azért a gitároknak, a dobnak és természetesen Hetfield énekének jut. A felvételen a zenekar összes lemezéről játszanak, kivéve az elsőt, a Kill 'Em Allt. Az „S&M” rövidítésben az „S” betű a Symphonic szóra, az „M” pedig a zenekar nevére utal. Az albumon felhangzó The Call of Ktulu dalért később, 2001-ben Grammy-díjat nyertek Best Rock Instrumental Performance (Legjobb Instrumentális Előadás) kategóriában. Az album fogadtatása vegyes volt, főleg a kritikusok részéről. Az Allmusic és a Rolling Stone is 3 csillagot adott rá, csakúgy mint a Q magazin. Az S&M a Billboard 200-on 2. helyezett lett, és 5 millió példányban kelt el az Amerikai Egyesült Államokban. A DVD-verzió szintén nagy sikert aratott, mely hatszoros platinalemez lett.
A lemezen új dalként szereplő No Leaf Clover kislemezként is megjelent, mely első lett a Mainstream Rock Tracksen, a Billboard Hot 100-on pedig a 74. 1999. május 21–22-én a németországi Rock Im Park, illetve Rock Am Ring fesztiválokon léptek fel, a System of a Down, a Fear Factory, a Monster Magnet és az Apocalyptica zenekarokkal.
A koncerten a Biohazard tagjai is felléptek a Metallica előadása során, a Creeping Death című dal alatt. Július 5-én Dublinban koncerteztek, ahol a Whiskey in the Jar előadása közben a Thin Lizzy egykori gitárosa, Eric Bell is csatlakozott hozzájuk.
Július 10-én a Big Day Out rendezvény keretében Milton Keynes városában léptek fel, a 65 000 férőhelyes National Bowlban. Az eseményen a Sepultura, a Marilyn Manson, a Queens of the Stone Age, a Ministry és a Placebo is fellépett.
Július 24-én a Woodstock 1999 fesztiválon léptek fel 200 000 ember előtt, olyan zenekarokkal mint a Megadeth, a Red Hot Chili Peppers, a Korn és a Limp Bizkit.
1999. december 28-án kezdetét vette egy rövid M2K Mini Tour elnevezésű turné, mely tíz USA fellépést foglalt magában, és 2000. január 10-én ért véget. A körút vendégcsapatai a Kid Rock, a Creed és a Sevendust voltak.

### Napster botrány,St. Anger,Some Kind of Monster(2000–2005)
2000-ben mutatták be a Mission: Impossible 2. című filmet, amihez a csapat írt egy betétdalt, az I Disappeart. A számhoz videóklip is társult, ami a Metallica történetében a legdrágább költségvetésű videóklip volt. Még be se fejezték a dalt, amikor annak egy demóváltozata kezdett terjedni a Napster fájlcserélő hálózaton. Később felfedezték, hogy az összes addig kiadott számukat le lehet tölteni, ezért pert indítottak a Napster ellen, hogy tiltsa ki a hálózatából azt a 300 ezer felhasználót, akik Metallica-dalokat cserélgettek egymás között. Végül 2001-ben peren kívüli egyezséget kötöttek, és kitiltották a felhasználókat, akik ellen mint magánszemélyek ellen nem lépett fel az együttes.
2000. június 23-án kezdetét vette egy újabb amerikai Summer Sanitarium Tour elnevezésű turné, amely 2000. augusztus 9-én ért véget. A nyitózenekarok a Korn, a Kid Rock, System of a Down, és a Powerman 5000 voltak. Hetfield hátsérülése miatt kisebb szünetet iktattak be, majd augusztus 2-ától Dallasban folytatódott a turné, ahol a Corrosion of Conformity is fellépett előttük. A turné 40 millió dollárt jövedelmezett. Pár hónapnyi pihenő után, 2001. január 17-én Jason Newsted bejelentette távozását. Döntése hátterében magánéleti, személyi és egészségügyi okokat jelölt meg, de távozásában nagy szerepet kaphattak korábbi sérelmei is. A zenekar többi tagja ugyanis egyáltalán nem vette figyelembe az ötleteit, továbbá gyakran hozták megalázó helyzetekbe, heves vitákba. Ezek hátterében Cliff Burton halálának tragédiája áll, melyet nem tudtak teljes mértékben feldolgozni. Mivel a Metallicában nem élhette ki kreativitását, Newsted már 2000-ben létrehozta az Echobrain zenekart.
Egy, a Playboyban megjelent interjúban Jason elmondta, hogy tervezi, hogy lemezt is készítsen az Echobrainnel, ami felbőszítette James Hetfieldet, aki úgy vélte, ezzel gyengítené a Metallicát. Többek között ez a vita is nagymértékben befolyásolta döntését. Később egy interjúban bevallotta, hogy amennyiben James Hetfield hívta volna, visszatért volna. 2009-ben úgy nyilatkozott, hogy nem bánta meg a döntését: „Így volt a legjobb mindenki számára. Egyszer sem gondoltam a visszatérésre, jól átgondoltam, amikor kiléptem. Nem volt könnyű döntés, de így kellett tennem. Mivel alaposan átgondoltam mindent, így soha nem néztem vissza. Ami történt, az már a múlt része.” A Metallicából való távozását követően Ozzy Osbourne zenekarának, majd a kanadai Voivodnak lett a tagja. 2003-ban távozott Osbourne zenekarából is, és csak a Voivodra koncentrált. Mivel a zenekar tagjai művészneveken zenélnek, Newsted a Jasonic nevet választotta, ami egyébként saját kiadójának is a neve.
Új basszusgitárosként szóba kerültek olyan nevek, mint Mike Inez (Alice in Chains, Ozzy), vagy Pete Way, aki a legendás UFO hard rock együttes tagjaként vált ismertté. Az együttesen belüli hangulat már Newsted távozása előtt is egyre komorabb lett, távozása után viszont az együttes a feloszlás küszöbére került. A belső feszültségek, Newsted távozása, a megbeszéletlen problémák oda vezettek, hogy pszichológusok segítségével zenekari megbeszéléseket tartottak. Ezt követően Hetfield több mint két hónapon át rehabilitációs kezeléseken vett részt. A frontembernek az alkohol mellett a feldolgozatlan belső feszültségeivel is szembe kellett néznie, melyeket még a gyerekkorából cipelt magával.
Ez az időszak az egyik legkritikusabb periódus volt az együttes történetében, melyet gyakorlatilag csak Ulrich és Hammett alkotott. A dobos és szólógitáros ekkor komolyan elgondolkozott a befejezésről. Ebben az időszakban Joe Berlinger és Bruce Sinofsky filmrendezők úgy döntöttek, hogy dokumentálják a készülődő album felvételeit. A film azonban csak pár évvel később, 2004-ben jelent meg. Több mint két év alatt, 1000 órányi felvételt rögzítettek. 2001 decemberében Hetfield visszatért, és dolgozni kezdtek az új ötleteken. Ezt egy csendesebb időszak követte, mely alatt az együttes kezdett újra magára találni, és készültek az új dalok. A bizonytalanság közepette megjelent egy Classic Albums: Metallica – Metallica című DVD, mely a klasszikus Fekete Lemez elkészítésébe, felvételeibe enged bepillantást.
2002 májusában vonultak stúdióba rögzíteni következő albumukat. A felvételek 2003 áprilisában fejeződtek be, a lemez producere pedig az együttes mellett továbbra is Bob Rock volt. Még a felvételek kellős közepén nekiláttak megkeresni az új basszusgitárost. A meghallgatásokon részt vett Pepper Keenan (Corrosion of Conformity, Down), Twiggy Ramirez (A Perfect Circle, Marilyn Manson, Nine Inch Nails, Oasis stb.), Scott Reeder (Kyuss), Eric Avery (Jane’s Addiction), Danny Lohner (Nine Inch Nails), Chris Wyse (The Cult, Ozzy) és Robert Trujillo is. Új basszusgitárosuknak végül Robert Trujillót választották, aki korábban a Suicidal Tendenciesben és Ozzy Osbourne zenekarában is megfordult. Ő azonban még nem szerepelt a visszatérő lemezen, mivel a basszusrészeket a producer Bob Rock már korábban feljátszotta. A lemez St. Anger címmel, 2003. június 5-én jelent meg az Elektra és a Vertigo gondozásában. A rajongótábor megdöbbenésére visszakanyarodtak az 1980-as éveket jellemző gyors, agresszív metálstílushoz.
Ennek ellenére nem a Master of Puppets vagy a Ride the Ligthtning második része született meg, hanem egy korszerű, modern metálalbum, itt-ott groove-okkal megvadítva. Az énektémák egyszerűre lettek véve, gitárszólók pedig egyáltalán nem kerültek fel a lemezre. Helyenként a Load/ReLoad-éra is megidézésre került, a végeredmény azonban egyik korábbi albumukra sem hasonlított. Az album hangzása is leegyszerűsödött, a gitárok demósan nyers hangszínen szólnak, a pergődob hangzása pedig erőtlenre sikeredett. Az album ugyanakkor tele van pontatlanságokkal, csúszásokkal, de ezeket szándékosan hagyták így, mivel Ulrich elmondása szerint egy spontán, feelinges és dühös albumot akartak kiadni, melyben levezethetik az utóbbi évek felgyülemlett feszültségét.

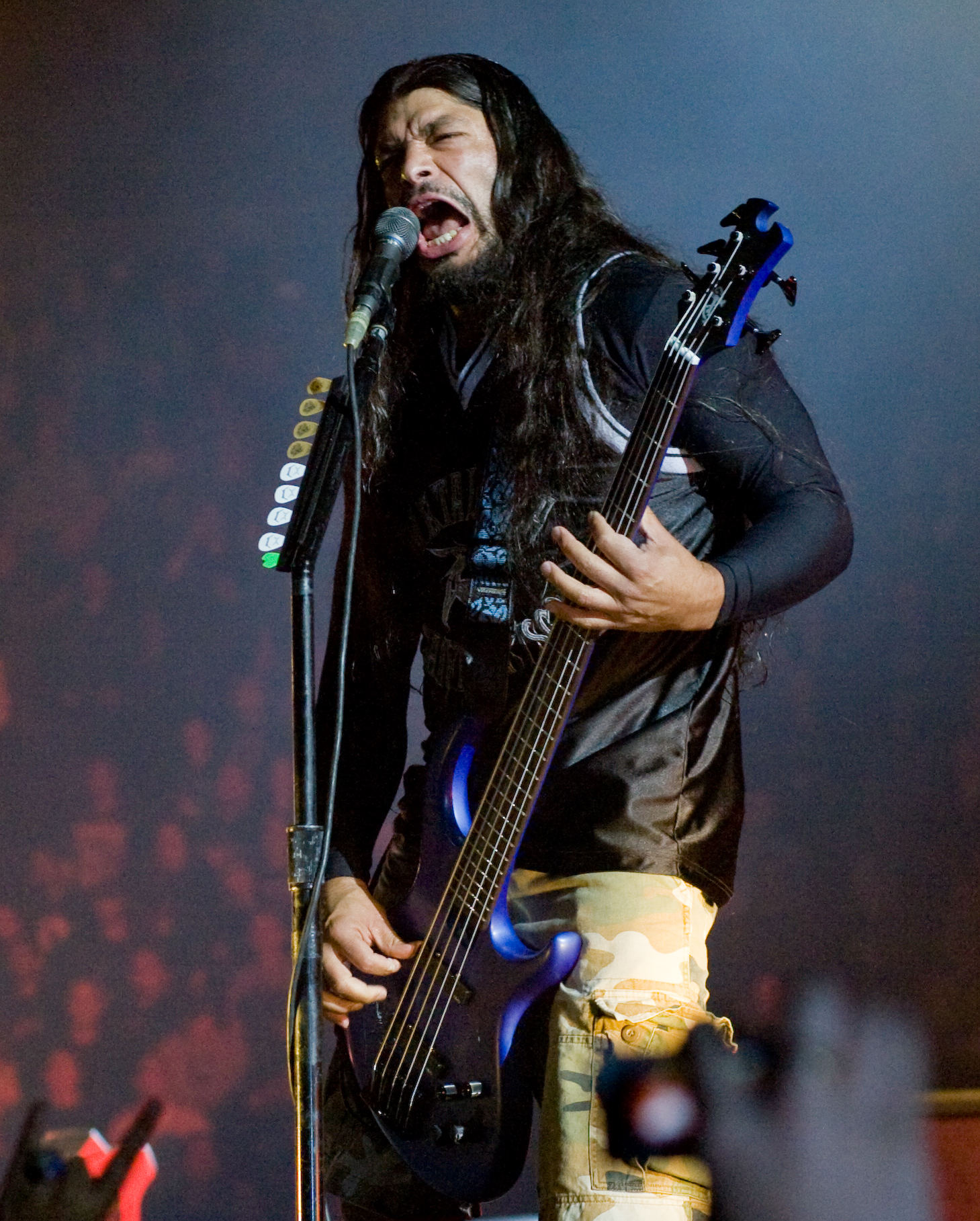
Robert Trujillo, a Metallica basszusgitárosa 2003. február 24-től

Az album langyos fogadtatást kapott, mind a rajongók, mind a kritikusok részéről. Főleg a gitárszólók hiánya és a pergődob hangzása váltott ki negatív reakciókat, de a rajongók nagy részének maga a zene sem tetszett meg.
Az Allmusic három, míg a Rolling Stone 2 és fél csillagot adott az albumra. Kevin Forest Moreau a Shakingthrough.net honlapon megjegyezte, hogy a gitárjáték túl monoton és középszintű, a dob erőtlen és fantáziátlan, az albumból áradó düh pedig céltalan. Brent DiCrescenzo, a Pitchfork Media munkatársa „tökéletes rendetlenségnek” nevezte az albumot, a Blender magazin pedig a valaha született legszörnyűbb Bob Rock-produkciónak. A St.Anger albumért 2004-ben Grammy-díjat kaptak a Legjobb metálteljesítmény kategóriában. Ezenkívül a World Wrestling Entertainment SummerSlam 2003 hivatalos betétdalaként szerepelt a címadó szám, melyhez videóklipet is forgattak.
A St.Anger album 417 000 példányban kelt el megjelenése hetében, és első helyezett lett a Billboard 200-as listáján, az UK Albums Charton pedig a harmadik. Ezenkívül további kilenc országban volt listavezető. Ennek ellenére nem tudta a korábbi sikereket megismételni, az Egyesült Államokban csak 2 millió példányt adtak el belőle. Ez nagyrészt annak is volt köszönhető, hogy az albumon nincsenek slágerdalok vagy rádióba illő balladák. A lemezről négy dal jelent meg kislemezként: St. Anger, Frantic, The Unnamed Feeling és Some Kind of Monster. Ez utóbbi 37 000 példányban kelt el az első héten, és 37. lett a Billboard listáján.
Az album kiadását egy nyári stadionturné követte, mely 2003. június 1-jén vette kezdetét a brit Download Festivalon. A turné előzenekarai a Linkin Park, a Limp Bizkit, a Mudvayne és a Deftones voltak. A körút folyamán az Egyesült Államokban, Kanadában és európai fesztiválokon léptek fel.
Pár hónap szünet után újra turnéra indultak, mely a Madly in Anger with the World Tour elnevezést kapta. A körút Japánban vette kezdetét 2003. november 6-án, és egészen 2004. november 28-áig tartott, melynek során Európában, Kanadában és Ausztráliában léptek fel. A turné előzenekara a Godsmack volt. A koncertsorozat szinte minden állomását rögzítették, melyeket a livemetallica.com-on árusítottak.
Június 4-én a portugáliai Rock in Rio fesztiválon léptek fel, melyet 45 ország élőben közvetített. A 2004. június 6-i Download fesztiválon Lars Ulrich nélkül léptek színpadra. A dobos a Portugáliából Angliába tartó magánrepülőgépén váratlanul rosszul lett, ezért a gép leszállt Németországban, ahol Ulrich kórházba került kivizsgálásra. A koncerten a Slayer-dobos Dave Lombardo, a Slipknot-tag Joey Jordison és Ulrich dobtechnikusa, Flemming Larsen helyettesítette a dán zenészt. A Rolling Stone magazin tudósításai szerint a nyári turné bevétele 50 millió dollár volt.

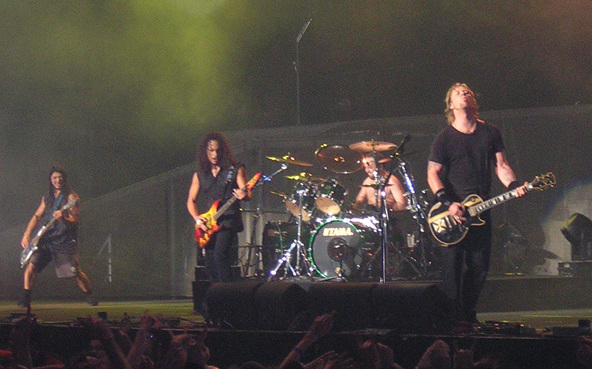
A Metallica egy 2003-as londoni fellépésén

Miközben zajlott a turné, 2004. január 21-én megjelent DVD-n az amerikai mozikban is bemutatott Some Kind of Monster című Metallica-dokumentumfilm. A film premierje a Sundance filmfesztiválon volt.
A film Newsted kiválásától a St.Anger album megjelenéséig követi nyomon az együttes mindennapi életét. Eredetileg csak a lemez készítését kívánták filmre venni, de a forgatás kezdete egybeesett Newsted kilépésével, ez pedig felszínre hozta az összes meglévő problémát. Ezt a folyamatot, a problémák leküzdését örökíti meg a film. Sok rajongó szerint merész húzás volt a zenekar részéről egy ilyen nyílt és őszinte anyagot a világ elé tárni. 
A rajongók szemében a Metallica korábban mindig is az a csapat volt, amit totális egység jellemzett, ahol megdönthetetlen volt az összhang. Ezt az illúziót rombolja le a film, miközben a feszültségek miértjére is választ ad. A produkcióban megszólal Newsted is, továbbá Dave Mustaine is látható, amint egy terápiás megbeszélésen tisztázza Ulrichhal a korábbi problémákat. Ezen kívül itt is bevallja, hogy egész életét meghatározó teherként telepedett a lelkére a Metallicából való kirúgatása. Mindeközben a film apró momentumokon keresztül a tagok magánéletébe is enged bepillantást. A mű végére érezhetően helyrerázódnak a dolgok, és mire a lemez elkészül, egy átértékelt szemlélettel rendelkező, újra egységes csapat képe bontakozik ki a néző előtt. A film nagyrészt pozitív kritikákban részesült, főleg az őszinteségét értékelték nagyra a rajongók.
Még 2004 nyarán, húszévnyi együttműködés után megváltak az Elektra kiadótól, és átszerződtek a Warnerhez.
2004 szeptemberének elején megjelent egy The Ultimate Tribute című Metallica-dalokat tartalmazó feldolgozásalbum. A kiadványon a Motörhead, a Dark Angel, a Flotsam And Jetsam és a Death Angel szerepel, további Helmet-, Anthrax-, Testament- és Suicidal Tendencies-muzsikusok mellett.
2004. november 23-án napvilágot látott egy Metallica: Vinyl Box Set című box, mely az első négy stúdióalbum mellett a Creeping Death kislemezt és a Garage Days Re-Revisited EP-t is magában foglalta.
A kimerítő turnék után 2005 nagy részét pihenéssel töltötte a zenekar. Kirk Hammett egy vendégszóló erejéig felbukkant Carlos Santana 2005-ben megjelent All That I Am című albumán. 2005. november 13-án és 15-én San Franciscóban, a AT&T Parkban léptek fel a Rolling Stones különleges vendégeként.

### Death Magnetic(2006–2010)
2006 elején már nekiláttak az új album megírásának, majd március 13-án kezdetét vette az Escape from the Studio '06 elnevezésű újabb turné. A körút a New York-i Madison Square Gardenben vette kezdetét, majd három dél-afrikai fesztiválon léptek fel főzenekarként. Ezeken a koncerteken olyan előadók léptek fel előttük, mint a Fatboy Slim, a Simple Plan, a The Rasmus, a Seether és a Collective Soul.
A turné további kilenc európai, két Japán és egy dél-koreai fellépést foglalt magában.
Június 3-án és 4-én a németországi Rock am Ring és Rock im Park fesztiválokon főzenekarként léptek fel, csakúgy mint június 10–11-én az angol és ír Download fesztiválokon. A június 13-án az észtországi Tallinnban adott koncerten 78 000 rajongó előtt léptek fel, mellyel megdöntötték Michael Jackson 1997-es rekordját.
A június 15-én Nickelsdorfban (Ausztria) tartott Nova Rock fesztiválon Lemmy társaságában előadták a Damage Case című Motörhead-dalt. Ezt követően Jerry Cantrell csatlakozott a zenekarhoz, hogy közösen adják elő a Nothing Else Matterst. Az Escape from the Studio '06 turnén a Master of Puppets album 20 éves évfordulója alkalmából a teljes lemezt előadták. A turné 2006. augusztus 16-án ért véget. A körút alatt, 2006 áprilisában a brit Kerrang! magazin mellékleteként napvilágot látott egy olyan lemez, melyen fiatal zenekarok adják elő a klasszikus Master of Puppets albumot. A kiadványon a Machine Head, a Trivium, a Mendeed, a Bullet For My Valentine, a Chimaira, a Fightstar, a Mastodon és a Funeral for a Friend zenekarok szerepelnek.
2006. február 16-án, 15 éves partnerség után Bob Rock bejelentette, hogy nem vesz részt a következő stúdióalbum felvételében. 1991 óta ő volt az összes Metallica-album producere.
2006 márciusában a Black Sabbath bekerült az amerikai Rock and Roll Hall of Fame-be, ahol a Metallica volt az esemény házigazdája. A Sabbath tiszteletére előadták az együttes Hole in the Sky és Iron Man című dalait.
2006 decemberében megjelent egy The Videos 1989–2004 című DVD kiadvány a Warner Bros. Records gondozásában. A kiadványon a 15 év összes videóklipje megtalálható. A DVD a megjelenésének hetében 28 000 példányban kelt el az Amerikai Egyesült Államokban, és a 3. helyezett lett a Billboard Top Videos listán.
2007 februárjában megjelent egy We All Love Ennio Morricone című Ennio Morricone-feldolgozásalbum, melyen a Metallica is szerepelt a The Ecstasy of Gold átiratával.
Morricone The Ecstasy of Gold című kompozíciója A Jó, a Rossz és a Csúf című Sergio Leone-westernfilm kulcsjelenetének aláfestő zenéje, és a nyolcvanas évek óta a film e jelenetének vetítése mellett ezzel a számmal vezetik be a Metallica koncertjeit.
2007. február 9-én bejelentették, hogy az új stúdióalbumuk felvétele március 12-én kezdődik. A tavasz az új dalok körüli foglalatoskodással telt, majd június 28-án a portugáliai Super Bock Super Rock Festivalon kezdetét vette a Sick of the Studio '07 turné. A mindössze 12 fellépésből álló körút során csak európai országokban léptek fel. Július 7-én az együttes fellépett a globális felmelegedés elleni Live Earth koncert londoni helyszínén. A július 15-i Helsinkiben megrendezett Olympiastadion-beli koncertre 30 perc alatt elfogyott az összes jegy. A Sick of the Studio '07 turné utolsó koncertje július 18-án volt Moszkvában, a 90 000 férőhelyes Luzsnyiki Stadionban. Ezt követően tovább folytatódtak a készülődő album stúdiómunkálatai. A lemez megjelenését 2007 decemberében jelentették be.
A 2008-as év eleje és a tavasz nagyrészt az album felvételeivel telt. 2008. május 14-én egy újabb, 2008 European Vacation Tour elnevezésű körút vette kezdetét Los Angelesben. A turné hat amerikai és egy törökországi koncert kivételével Európát érintette, egészen Nagy-Britanniától Romániáig.
Június 5-én felléptek a portugál Rock in Rio fesztiválon, 7-én és 8-án pedig a németországi Rock am Ring, illetve Rock im Park fesztiválokon koncerteztek. 2008. június 14-én a hivatalos honlapon megjelent, hogy a kilencedik nagylemez címe Death Magnetic lesz. Augusztus 1-jén a hivatalos honlapon megjelent a nagylemez megjelenési dátuma, amely szeptember 12-e volt.
Augusztus 9-én Ozzy Osbourne-nal együtt főzenekarként léptek fel a Pizza Hut Parkban megrendezett Ozzfesten. A rendezvényen többek között fellépett még a Hellyeah, Serj Tankian, a Cavalera Conspiracy, a Shadows Fall, az Apocalyptica és a Devildriver is. A Metallica itt egy teljesen új dalt is előadott, Cyanide címmel. Augusztus 10-én bejelentették, hogy a kilencedik stúdióalbum elkészült, és az első dalt még augusztusban sugározzák a rádiók. Augusztus 22-én Leedsben léptek fel, ahol szintén elhangzott egy The Day That Never Comes című új dal a készülődő lemezről. A turné utolsó koncertje augusztus 24-én volt az angliai Reading Festivalon.
Szeptember 2-án egy francia lemezbolt tévedésből tíz nappal korábban kezdte el árusítani az új albumot, amely így felkerült a fájlcserélő hálózatokra.
A nagy várakozást megelőző album Death Magnetic címmel 2008. szeptember 12-én került a boltok polcaira, ezúttal már a Warner Bros. Records kiadásában. A felvételek már 2007 áprilisában megkezdődtek, a Van Nuys-i Sound City, a malibui Shangri La és a San Rafael-i HQ stúdióban. Az album producere ezúttal az a Rick Rubin lett, aki korábban Slayer-, System of a Down-, Slipknot-, Rage Against the Machine-, AC/DC- és Aerosmith- albumokon is dolgozott már. Az album címe Hetfield elmondása szerint egyfajta tisztelgés az olyan elhunyt rockzenészek előtt, mint Layne Staley, Phil Lynott vagy Bon Scott.
A címnek megfelelően az album dalszövegei olyan témákat járnak körbe, mint a halál, öngyilkosság, fájdalom, frusztráció. A 74 perces album zeneileg visszakanyarodás lett a Ride the Lightning, a Master of Puppets, az …And Justice For All lemezek által lefektetett gyors, zúzós metálhoz.
A komplex felépítésű dalok átlaghossza 7 perc körüli lett, de a 80-as évek irányára utalt a hosszas, instrumentális Suicide & Redemption című dal is. Ez lett az első olyan Metallica-album, amely nem hozott radikális változást a korábbi anyagokhoz képest.
A lemez megosztotta a rajongótábort, de a fogadtatása többnyire igen pozitív volt. A rajongók kitörő lelkesedéssel fogadták a 80-as éveket idéző, kemény thrash metal dalokat, egyesek viszont „erőltetett múltidézésként” tekintettek az anyagra.
A lemezen helyet kapott egy The Unforgiven III című dal is, mely szintén megosztotta a hallgatók véleményét. A megjelenést követően számos kritika érte a lemez hangzását és Rick Rubin producer munkáját: többnyire túlvezéreltnek tartják az albumot. A túl hangosra kevert felvételből eltűnt a dinamika, és jól hallhatóan torz a hangzás. Ennek oka az 1990-es években kezdődött „loudness war” folyamat; a hangmérnökök egyre hangosabbra keverték a lemezeket, nehogy alulmaradjanak a hangerőversenyben – ez történt a Metallica lemezével is. Emiatt a rajongók online petíciót kezdeményeztek, hogy keverjék újra az albumot. A kritikusok szerint az album a Guitar Hero: Metallicában szereplő változata sokkal jobban szól, mint a CD-n megjelent verzió.
A rajongókhoz hasonlóan a kritikusok is pozitívan fogadták az albumot, az AllMusic, a Rolling Stone és a Blender négy csillagot adott rá az ötből, míg a Kerrang! ötöt. A Revolver, az angol Metal Hammer és a Kerrang! a 2008-as év legjobb albumának választotta meg,
míg a Metal Edge és a Time a 2. illetve a 3. helyre rangsorolta. Több kritika is úgy értelmezte az albumot, hogy ez a lemez – a sok vitát kiváltó Load/ReLoad és St. Anger után – visszatérést jelent a Metallica 1980-as évekbeli zenei világához. Az albumról a The Day That Never Comes, a My Apocalypse, a Cyanide, a The Judas Kiss, az All Nightmare Long és a Broken, Beat & Scarred dalokat adták ki kislemezen, melyek közül a The Day That Never Comes és a Cyanide első helyezést ért el a Billboard Hot Mainstream Rock Tracks listáján.

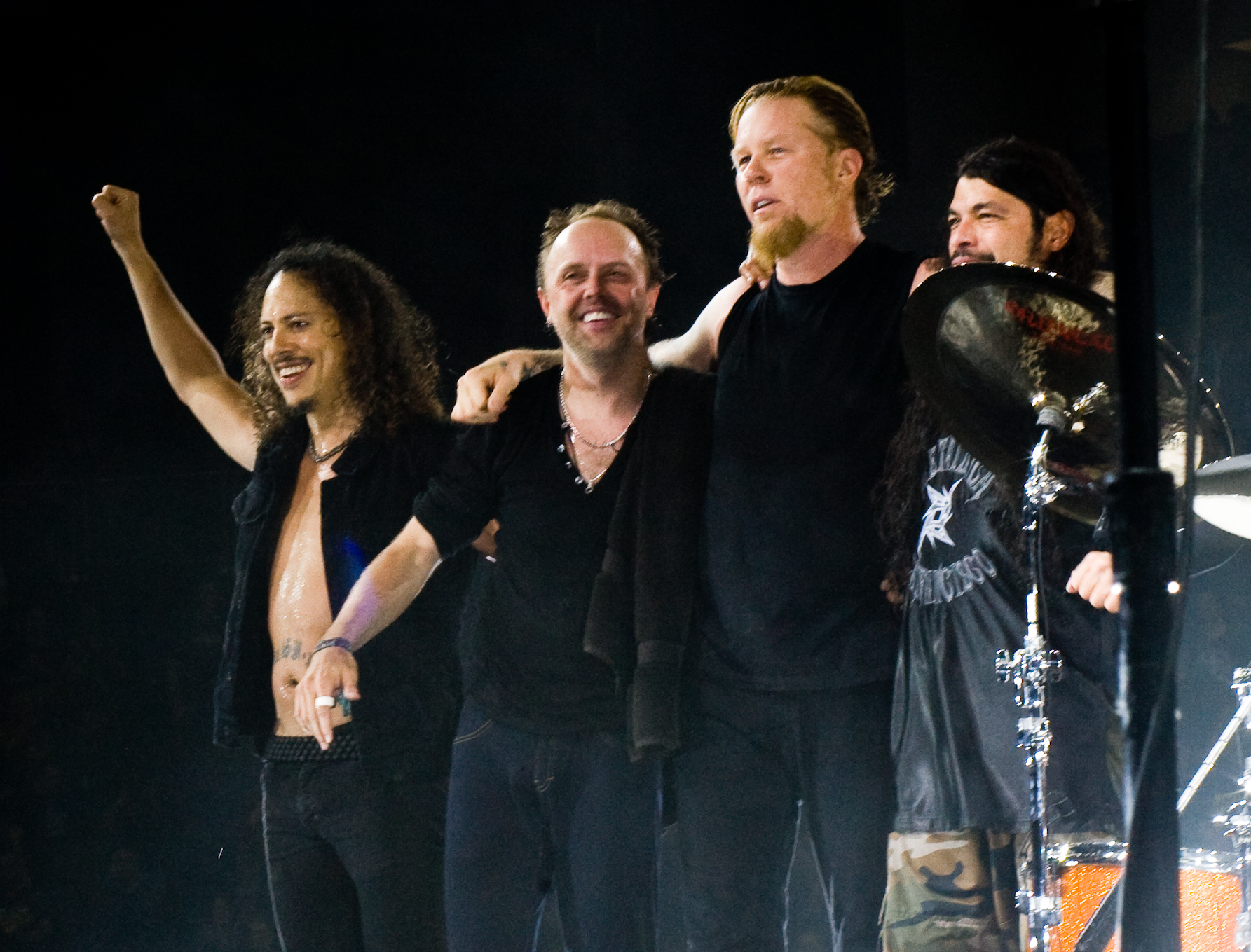
A Metallica az O2 Arénában, 2008-ban

A lemezről elsőként a The Day That Never Comes dalhoz forgattak videóklipet. 2009-ben a My Apocalypse dalért újabb Grammyt nyertek a Best Metal Performance kategóriában, maga az album pedig Best Recording Package kategóriában nyerte el a díjat.
Az album kereskedelmileg is igen sikeres lett, az Egyesült Államokban 490 000 példány kelt el belőle az első három nap alatt. Ennél jobban csak a Load teljesített a Metallica történetében a megjelenést követő napokban. 
A Death Magnetic a Billboard 200-as listáján és az UK Albums Charton egyaránt első lett, ezenkívül további 32 országban került a slágerlisták első helyére. Az Egyesült Államokban 2 millió példányban kelt el, Ausztráliában pedig a 2008-as év legjobban fogyó albuma lett. A Death Magneticből világszerte több mint 7 millió darabot értékesítettek.
Szeptemberben az album megjelenésének apropójából két speciális koncertet adtak az Egyesült Királyságban, egyet pedig Németországban. Az előadásokra a megszokottnál alacsonyabbak voltak a jegyárak, továbbá öt dalt is előadtak a friss lemezről. A Death Magnetic világkörüli turnéja 2008. október 21-én vette kezdetét World Magnetic Tour néven, és eltartott egészen 2010. november 21-ig. 2008 novemberében lejárt a szerződésük a Warner Bros. Records kiadóval. Ulrich az ekkortájt adott interjúkban többször is fontolóra vette, hogy a következő albumukat szabadon hozzáférhetővé teszik az interneten.
A turné során a világ szinte minden részén felléptek. A körút első szakaszában a Machine Head volt az állandó nyitózenekar, de több alkalommal is fellépett előttük a Lamb of God, a Mastodon és a The Sword is. A turné második szakaszában többek között a dán Volbeat és a High on Fire zenekarok léptek fel előttük.
2009 júniusában háromszor is felléptek Mexikóban, ahol utoljára tíz évvel korábban koncerteztek. A Foro Sol Stadion-beli koncerteken összesen 150 000 rajongó látta őket. A legjövedelmezőbb koncertnek a Sydney-ben adott fellépés bizonyult, melynek a bevétele 10 009 750 dollár volt. A World Magnetic Tour 138 fellépést foglalt magában, és összességében 199 millió dollár volt a bevétele.
2009. március 29-én megjelent a Guitar Hero: Metallica című videójáték.
Miközben folyt a turné, 2009. április 4-én az együttes bekerült a Rock and Roll Hall of Fame-be. Az ünnepségen a korábbi basszusgitáros, Jason Newsted is megjelent, így Robert Trujillóval egyetemben két basszusgitárossal álltak színpadra. A zenekar az Enter Sandman, és a Master of Puppets dalokat adta elő. Az egykori basszsugitáros Cliff Burton nevében az édesapja, Ray Burton volt jelen. Az együttes Dave Mustaine-t is meghívta az eseményre, ő azonban a Megadeth európai turnéjára hivatkozva visszautasította az ajánlatot. A Metallica Joe Perry, Ron Wood, Flea, Jimmy Page és Jeff Beck társaságában előadta a Train Kept a Rollin című rock and roll örökzöldet.
2009. április 14-én megjelent egy The Metallica Collection című boxszett, melyet az iTunes Store-on keresztül árusítottak. A kiadvány az összes albumukat tartalmazza, bónuszdalokkal kiegészítve. 2010. május 14-én a Death Magnetic turnéjának keretében Budapesten is felléptek, immár ötödik alkalommal pályafutásuk során. A koncertre hazánkban is hatalmas volt az érdeklődés, több mint 40 000 rajongó gyűlt össze a Puskás Ferenc Stadionban. 2009 júniusában Lars Ulrich egy olaszországi interjúban kijelentette, hogy még nincsenek konkrét tervek a következő albumra, de a producer továbbra is Rick Rubin lesz.
A Blabbermouth.net tudósításai szerint 2011 második felében fognak nekiállni a következő lemeznek.
2009. november 23-án az Universal Music Group kiadásában megjelent egy Français Pour Une Nuit című DVD, mely egy 2009-es nîmes-i (Franciaország) koncertfelvételt örökít meg. A 19 dalt tartalmazó kiadványon interjúk is szerepelnek, a produceri teendőket pedig Ulrich és Hetfield látta el. A DVD-t hivatalosan csak Franciaországban hozták forgalomba (ennek ellenére Magyarországon is kapható), de az együttes webshopjából is megrendelhető.
2009. november 30-án egy újabb DVD jelent meg Orgullo, Pasión y Gloria: Tres Noches en la Ciudad de México címmel. A teljes verzió két DVD-t és két CD-t tartalmaz, a felvételek pedig a 2009 júniusában adott mexikói koncertekről származnak. Ezt a kiadványt csak Dél-Amerikában hozták kereskedelmi forgalomba, de ez is megrendelhető az együttes webshopjából. A DVD-ken 35 dal koncertfelvétele látható.
2010 tavaszán bejelentették, hogy az 1980-as évek „nagy thrash négyese” azaz a Metallica, a Slayer, a Megadeth és az Anthrax közös koncerteket fog adni. A négy zenekar első fellépésére 2010. június 16-án Varsóban került sor, majd június 22-én Szófiában, június 26-án Bukarestben, június 27-én pedig Isztambulban koncerteztek. A koncertek fénypontja az Am I Evil? című Diamond Head-del volt, amit a négy együttes zenészei közösen adtak elő a Metallica műsorának fináléjában.
28 év után először játszott egy színpadon Dave Mustaine és a Metallica. A koncerteket még a World Magnetic Tour keretében adták. A szófiai Levszki-stadionban adott koncertről egy The Big 4 – Live from Sofia, Bulgaria című DVD kiadvány is napvilágot látott 2010. október 29-én. A koncert napján 450 amerikai és összesen 350 európai, kanadai és latin-amerikai filmszínházban közvetítették a négy zenekar fellépést. A koncert DVD-n és Blu-ray-en, illetve a hangfelvétel CD-n jelent meg a Warner Bros. Records kiadásában. Megjelenésének hetében a videó az Amerikai Egyesült Államokban, az Egyesült Királyságban, Ausztriában és Kanadában a DVD-eladási listák élére ugrott. Ausztráliában és Amerikában kétszeres platinalemez lett, Németországban pedig aranylemez.
2010. szeptember 20-án megjelent egy Six Feet Down Under című EP, kizárólag Ausztráliában és Új-Zélandon. A kiadvány nyolc koncertfelvételt tartalmaz, kizárólag ausztrál turnékról, 1989-től 2004-ig. Az anyag folytatása Six Feet Down Under (Part II) címmel jelent meg november 12-én. Ez szintén csak Ausztráliában és Új-Zélandon került forgalomba. Az EP nyolc koncertdalt tartalmaz a World Magnetic Tour ausztráliai koncertjeiről. November 26-án megjelent egy Live at Grimey’s című EP, melyre kilenc koncertfelvétel került fel. A koncerteket még 2008 nyarán egy nashville-i lemezbolt alagsorában adták, körülbelül 150 fanklub tag előtt. A kiadvány kizárólag kis amerikai boltokban és az együttes webshopjában kapható.

### Lulu,Beyond MagneticésThrough the Never(2011–2014)
2011. január 25-én egy amerikai Big Four-fellépésről jelentek meg hírek, amely április 23-án a kaliforniai Indióban került megrendezésre. Ez volt az első eset, hogy a négy zenekar egy színpadon lépett fel az Amerikai Egyesült Államokban. 2011. július 8-án az Egyesült Királyságban is felléptek. Ez volt az első alkalom, hogy a négy zenekar együtt lép fel az országban. A koncert helyszíne a hertfordshire-i Knebworth House volt. Másnap, július 9-én, Franciaországban tartottak Big Four-koncertet. 2011. szeptember 25-én a Rio de Janeiróban megrendezésre kerülő Rock in Rio fesztiválon játszott 100 ezres tömeg előtt a Metallica.
A zenekar még 2011 februárjában bejelentette, hogy hamarosan stúdióba vonulnak felvételeket készíteni egy következő albumhoz. Június 15-én a zenekar közzétette honlapján, hogy Lou Reeddel közösen folytak a felvételek. Az áprilisban kezdődött munka során tíz számot rögzítettek. Az együttműködés eredménye az október 31-én megjelent Lulu című dupla album lett, amelyet mind a Metallica-rajongók, mind a kritikusok fanyalogva fogadtak, és mindössze 1 hétig szerepelt a Billboard 200 lemezeladási listán. 2011. október 16-án Robert Trujillo megerősítette a hírt, miszerint a csapat visszatért a stúdióba és új anyagok megírásába kezdett. Eszerint: „Az új Metallica-album írásának folyamata megkezdődött. Rick Rubinnal vagyunk a stúdióban, munkálkodunk pár dolgon, és a jövő év nagy részében a számok felvételén fogunk dolgozni.”
December elején a San Franciscó-i Fillmore koncertteremben ünnepelte 30 éves fennállását a zenekar négy estén keresztül. Minden egyes koncerten különböző vendégekkel lépett színpadra az együttes, többek között korábbi Metallica-tagokkal, mint Jason Newsted és Ron McGovney basszusgitárosok, Lloyd Grant és Dave Mustaine gitárosok. Az együttes minden estén eljátszott egy-egy addig kiadatlan dalt a Death Magnetic album felvételeinek idejéből. A négy dal stúdióváltozatát december 13-án a Beyond Magnetic című EP-n adták ki digitális formában az iTunes-on keresztül, majd fizikai formában is elérhetővé vált 2012. január 30-tól.
2012 februárjában jelentették be, hogy Orion Music + More elnevezéssel kétnapos zenei és kulturális fesztivált indít a Metallica, amit első ízben 2012 június 23-án és 24-én rendeznek meg Atlantic Cityben. A Metallica mindkét nap főzenekarként lépett színpadra és egyik este az 1991-es Fekete Albumot, másik este az 1984-es Ride the Lightning lemezt játszották el teljes egészében. 2012 novemberében a Metallica elhagyta a Warner Bros. lemezkiadót és Blackened Recordings néven saját kiadót alapítottak jövőbeni kiadványaik számára. A zenekar megvásárolta korábbi anyagaik kiadási jogait is saját lemezcégük részére. December 10-én megjelent a Quebec Magnetic című koncert DVD, melynek felvételeit 2009-ben forgatták a kanadai Quebec városában adott koncertek alkalmával. Ezzel a kiadvánnyal zárta le az együttes a Death Magnetic album 2008-as megjelenése óta eltelt időszakot.
2012 augusztusában a kanadai Vancouverben három koncertet vett filmre a zenekar egy készülő Metallica-film számára. A 3D-s technológiával rögzített mozifilm egy Metallica-koncert köré szőtt fikciós történet. A Through the Never című filmet Antal Nimród rendezte, melynek premierje a Torontói Nemzetközi Filmfesztiválon volt 2013. szeptember 9-én, és szeptember 27-től kezdték játszani az IMAX-mozik az Egyesült Államokban. A film zenei anyagát lemezen is kiadták. Az év júniusában a második Orion Music + More fesztiválon a film főszereplőjét alakító Dane DeHaan nevén adott meglepetéskoncertet a Metallica, ahol kizárólag a 30 évvel korábban megjelent Kill 'Em All album tíz dalát játszották el. A következő évben a Through the Never filmet Grammy-díjra jelölték a Legjobb zenés film kategóriában. A többségében pozitív kritikák ellenére a saját zsebből finanszírozott Through the Never pénzügyileg hatalmas bukás volt a Metallica számára. A film a 20 millió dolláros gyártási költségének csak töredékét, mindössze 3,4 millió dollárt hozta vissza. De nem csak a mozifilm, hanem az Orion fesztivál is érzékeny pénzügyi veszteségeket okozott a zenekarnak. A 2014-re tervezett harmadik fesztivált ezért már meg sem rendezték.
2014 márciusában újra turnéra indult az együttes. A turnénak a Metallica by Request (magyarul: „Metallica kívánság szerint”) nevet adták, és az adta a különlegességét, hogy egy adott koncerten játszott dalok listáját a koncertre jegyet váltók online szavazatai alapján állították össze városról városra. A koncerteken egy teljesen új dalt is előadtak, mely a Lords of Summer címet kapta. Az addig csak digitális formában kiadott dalt 2014 novemberében bakelit kislemezen is megjelentették limitált példányszámban.

### Hardwired… to Self-Destruct(2015–napjainkig)
2015 márciusában Lars Ulrich egy interjúban elmondta, hogy már 20 dalt megírtak az új albumhoz. Október 28-án elindult a Metallica megújult hivatalos honlapja, és ezzel egy időben bejelentették, hogy a korábban tagdíjas Metallica Rajongói Klubhoz ettől kezdve teljesen ingyenesen csatlakozhat mindenki. A frissen csatlakozóknak pedig feltettek egy videót, amely az új album felvételei közben mutatja a Metallica tagjait a stúdióban. Az új lemez producere Greg Fidelman volt, aki az előző album, a Death Magnetic felvételeinél hangmérnökként dolgozott a zenekarral. 2016. november 18-án jelent meg az együttes tizedik stúdióalbuma Hardwired… to Self-Destruct címmel. Az együttes az ezt megelőző időszakban havonta feltöltött egy dalt a Youtube-ra videóklippel együtt, először a Hardwiredot augusztus 18-án, majd a Moth Into Flame-et szeptember 26-án, ezt követte az Atlas, Rise! október 31-én, végül pedig a lemez megjelenése előtti nap az összes dal felkerült a Youtube-ra, szintén videóklippel együtt. A nagylemez a Billboard lemezeladási lista első helyén nyitott.
2017 februárjában a Metallica fellépett az 59. Grammy-díjátadó ünnepségen, ahol Lady Gagával közösen adták elő a Moth into Flame dalt az új albumról. A lemez címadó dalát Grammy-díjra jelölték a "Legjobb rockdal" kategóriában, de nem nyert. Márciusban Latin-Amerikában koncertezett az együttes, májustól pedig Észak-Amerikában folytatódott a WordWired Tour az Avenged Sevenfold, a Volbeat és a Gojira zenekarok társaságában. Két héttel az észak-amerikai kör lezárása után szeptember 2-án indult el a két hónapig tartó első európai turnészakasz, Koppenhágában, Dániában. Az Európa-turné második szakasza 2018. februártól májusig zajlott, és ugyanúgy a norvég Kvelertak volt az előzenekar, mint az előző év őszén. Április 5-én Budapesten a Papp László Budapest Sportaréna adott helyet a magyarországi koncertnek. A világkörüli WorldWired Tour majd' három éven át tartott, 2016 októbertől egészen 2019 augusztusáig.
2019 szeptemberében az S&M album huszadik évfordulóján a Metallica és a San Francisco Symphony szimfonikus zenekar adott koncertet az új Chase Center megnyitóján. A koncerten forgatott filmet egy hónappal később az amerikai mozikban mutatták be, majd a következő év augusztusában cd-n és dvd-n is kiadták. 2019. szeptember 27-én a Metallica bejelentette, hogy Hetfield újra alkoholelvonó kezelésre szorul, ezért a már korábban meghirdetett ausztrál/újzélandi turnét elhalasztják. 2020 elején a Covid19-pandémia hatására újabb már bejelentett koncerteket volt kénytelen lemondani vagy elhalasztani az együttes. Márciusban "Metallica Mondays" címmel egy sorozatot indított hivatalos YouTube-csatornáján a zenekar, ahol minden héten hétfőn egy-egy korábbi koncert teljes felvételét lehetett ingyenesen megnézni, hogy a járvány okozta bezártságot enyhítsék rajongóik számára. A sorozat 23 héten keresztül folytatódott egészen 2020 augusztus végéig, és ezalatt több mint 100 000 dollár adományt sikerült gyűjtöteni a zenekar All Within My Hands jótékonysági alapítványának.

## Zenei stílus
A Metallica zenéjét nagymértékben befolyásolták az 1970-es évekbeli rock-előadók, mint a Black Sabbath, a Led Zeppelin, a Deep Purple, a Judas Priest, a Queen, az AC/DC, a Kiss, az Aerosmith, a Rainbow, a Lynyrd Skynyrd, Ted Nugent és a Scorpions, vagy az 1980-as évekből a Mercyful Fate és a Trouble. Ezenkívül a punk olyan képviselői, mint a Ramones, a Sex Pistols, a The Misfits, a Killing Joke és a GBH szintén befolyással voltak a zenekarra. A legnagyobb hatást viszont a New Wave of British Heavy Metal hullám olyan képviselői gyakorolták rájuk, mint a Venom, a Motörhead, a Diamond Head, a Iron Maiden, a Saxon, az Angel Witch, a Tygers of Pan Tang és a Blitzkrieg. A debütáló Kill ’Em All albumukkal minden korábbi együttesnél gyorsabban, keményebben fogalmaztak, lefektetve ezáltal a thrash metal alapjait. Az albumot nagymértékben befolyásolta a punk gyorsasága és a heavy metal keményebb, epikus hangvétele. Hetfield így nyilatkozott a korai idők irányvonaláról: „Két 'head' kombinációja voltunk kezdetben: Diamond Head és Motörhead. Az epikus jelleg egyértelműen a Diamond Headtől jött, míg az egyszerűség a Motörheadtől”.
A lemez szövegei a heavy metal dicsőítéséről, legyőzhetetlenségbe vetett hitükről szólnak. Az album egyik érdekessége az (Anesthesia) Pulling Teeth című basszusgitárszóló, amely akkoriban szokatlan dolognak számított. Az ötletet Eddie Van Halen Eruption című gitárszólója szolgáltatta. A Ride the Lightning, a Master of Puppets és az …And Justice for All című albumok már komoly elrugaszkodást jelentettek a szimpla thrash metaltól. A dalok hosszabbak, komplexebb felépítésűek lettek, több téma és tempóváltással. A zúzós, thrashes riffek mellett a heavy és a speed metal jellegzetességei is nagyobb szerepet kaptak. A kidolgozottabb megközelítés, a nagyarányú zenei fejlődés Cliff Burtonnek volt köszönhető, aki társainál képzettebb muzsikus volt. Burton a dalszerzésből aktívan kivette a részét, és a basszusgitárját is szólisztikusan, virtuóz módon használta. A szövegek terén szintén elrugaszkodtak a korábbi gondolatoktól, történelmi, irodalmi témák, a félelem, addikció, düh, háborúk, társadalomkritikai felhangok váltak a mondanivaló középpontjává.
A Metallica albumon eltávolodtak a korábbi stílustól, a dalok leegyszerűsödtek, slágeresebbé, rockosabbá váltak. A kommersz vonalat erősítette, hogy a korábbi komor, depresszív halálközpontú szövegeket, általánosabb, az élet kérdéseivel foglalkozó sorok váltották fel. Az egyszerűbb, rádiórockos tendencia tovább folytatódott a Load/ReLoad albumokon, a kornak megfelelő alternatív hangvétellel gazdagítva. Ezeken a lemezeken a blues és a hard rock befolyása is jelentősen teret nyert, melynek következtében több dallam és harmónia színesítette az együttes hangzásvilágát. Ekkorra már James Hetfield is kifogástalanul, dallamosan tudott énekelni, míg korábban inkább csak a thrash metalra jellemző módon vokalizált. A keményebb, metálos hangzáshoz a St. Anger albummal tértek vissza, mely egy groove-os, alkalmanként nu metalos modern metal album lett, gitárszólók nélkül. Az albumon újdonság volt még a nyers, csiszolatlan hangzás, gitárok terén pedig drop C hangolást alkalmaztak. A lemez szövegei kábítószer-ellenességről, klausztrofóbiáról, vallási képmutatásról szólnak. A Death Magnetic albummal visszatértek az 1980-as évek stílusához, melyen közel-keleti hatások is felbukkantak.
A Metallica zenéjét általában thrash metalként szokás definiálni, színtiszta thrasht azonban sosem játszottak. Stílusuk egyik legfőbb ismérve James Hetfield egyedi, mély tónusú énekhangja. Lars Ulrich dobjátéka és Kirk Hammett gitárstílusa szintén felismerhető, Hetfield feszes ritmusgitárjátéka pedig számos gitárosra volt hatással. A legtöbb kritika általában Hammett és Ulrich teljesítményét szokta érni. Ulrich már a Metallica albumon is leegyszerűsítette stílusát, a Load/ReLoad albumokon pedig már szinte csak 2/4-et üt. A rajongók azonban ennél jobban kifogásolják koncertteljesítményét, ahol rendszeresek a pontatlanságai, melléütései, és a korábbi dobtémáinak leegyszerűsítései. Egyes rajongókat ez főleg annak fényében bosszant, hogy Ulrich dobtémái korábban sem voltak túlbonyolítva. Képességeivel azonban ő maga is tisztában van: „Tény, hogy nem voltam egy Ian Paice vagy egy Neil Peart”. A The Big 4 kapcsán pedig így nyilatkozott: „Biztosan infarktust kapnék, ha a Slayerben kellene dobolnom”.
Kirk Hammett gitárost általában az a kritika éri, hogy a Fekete Lemez óta nem ír olyan kidolgozott, dallamos szólókat, mint korábban. Ezt ő maga is elismeri: „Sokan cikiznek azzal, hogy mindig a wah-wah pedál mögé bújom, ha nem jut eszembe semmi, de tényleg ez az igazság (nevet)”

## Sikerek, népszerűség
A Metallica tulajdonképpen már a korai demók révén nagy feltűnést keltett. A készülődő első albumukat akkoriban a kiadók érdektelenséggel fogadták. Johnny Zazula a Megaforce kiadó tulajdonosa, viszont megérezte, hogy az együttesben benne van a lehetőség akár egy Led Zeppelin-szintű siker elérésére. A Kill 'Em All lemez így a Megaforce gondozásában jelenhetett meg. Az album nem került fel a listákra, de az undergroundban sikeresnek bizonyult. A Ride the Lightningot már nagy várakozás előzte meg, mely révén ez már sokkal kelendőbbnek bizonyult. Ekkoriban a zeneipar és egyes zenészek nagy része is úgy gondolta, hogy a Metallica durva hangzású, nem popszerű refrénekre építő zenéje nem képes arra, hogy széles sikereket arasson.
Amikor 1984-ben a Twisted Sisterrel turnéztak, Dee Snider így nyilatkozott róluk: „Rendes kölykök, de esélyük sincs arra, hogy ezzel a zenével igazán sikeresek legyenek”.
A Ride the Lightning európai sikere nyomán azonban az Elektra leszerződtette a zenekart. Az 1986-ban megjelent Master of Puppets az addigi legsikeresebb lemezük lett, az igazi áttörést azonban még nem hozta el. Metallica-dalokat akkoriban egyáltalán nem sugároztak a rádiók és az MTV, helyette a slágeres hard rock/glam csapatok kaptak médiaszereplést. Ezekről az együttesekről megvolt a Metallica sajátos véleménye, a Leper Messiah című dal például utalás volt a „futószalagon gyártott” hollywoodi glamzenekarokra.
A Winger együttessel több alkalommal is összeszólalkoztak a sajtóban, főleg azután mikor Lars Ulrich a Nothing Else Matters klipjében egy Winger-posztert használt dartstábla gyanánt. Az eset után Reb Beach több alkalommal is nyomdafestéket nem tűrő szavakkal ihlette a Metallica gitárosát, Kirk Hammettet.
A média támogatása nélkül így a csak a rendszeres turnézásra támaszkodhattak. Korábban az Iron Maiden hasonló recepttel hihetetlen népszerűségre tett szert. Az …And Justice for All kiadása után már a Metallica is csaknem olyan magasra jutott, de hogy ezt túlszárnyalhassák, már kellett a média támogatása. A Fekete Lemez slágeresebb dalai ezt lehetővé is tették, így az 1990-es évek elejére már a legnépszerűbb heavy metal együttessé nőtték ki magukat. Innentől fogva a zenekar rendszeresen látható volt az MTV-n, és a rádiók is műsorukra tűzték dalaikat. A Fekete Lemez 30 milliós eladásával minden idők legsikeresebb metálalbuma lett. A Nielsen SoundScan felmérése szerint az album a kiadása óta eltelt 20 év alatt (1991–2011) a legtöbb példányszámban elkelt kiadvány lett az Egyesült Államokban.
Általános vélekedés, hogy a Metallica minden idők egyik legjobb és legnépszerűbb metálzenekara. A VH1 A 20 legnagyobb metálegyüttes listáján az első helyre kerültek. Világszerte több mint 200 millió albumot adtak el, ebből 57 milliót az Egyesült Államokban. A hard rock/metal előadók közül csak az Aerosmith, az AC/DC és a Led Zeppelin adott el több lemezt az USA-ban. Az együttes a hetedik legsikeresebb zenei vállalkozás az amerikai történelemben.
Az 1991-ben megjelent Metallica album óta, minden stúdióalbumuk első helyezett lett a Billboard 200-as listáján. 2009-ben a Death Magnetic már az ötödik ilyen albumuk volt, mely révén rekordot döntöttek. Ezt 2009 júniusában megismételte a Dave Matthews Band, mely formációnak szintén öt egymást követő albuma volt listavezető.

## Hatásuk
A Metallica az egyik legnagyobb hatású heavy metal zenekar, a „nagy thrash négyes” (Metallica, Slayer, Megadeth, Anthrax) legsikeresebb formációja. Első albumuk hatására százával bukkantak fel az újabb thrash metal zenekarok. Az ekkoriban kialakuló keménységi/gyorsasági verseny helyett a Ride the Lightning albummal epikusabb, dallamosabb stílus felé fordultak. Ennek hatására, az 1980-as évek második felében más thrash metal zenekarok is elkezdtek lassabb, összetettebb dalokat írni (Testament, Megadeth, Holy Moses stb). Amikor pedig a Fekete Lemez révén a mainstream előadók közé emelkedtek, a Megadeth szintén egy slágeresebb irányba fordult, de az ő sikereik nem bizonyultak tartósnak.
Shannon Larkin, a Godsmack dobosa kijelentette, hogy a Metallica volt a legnagyobb hatással rá, ami 16 éves korában megváltoztatta az életét. A Trivium gitárosai, Corey Beaulieu és Matt Heafy azt nyilatkozták, hogy a Metallica hatására kezdtek el gitározni. A God Forbid gitárosai, Doc Coyle és Dallas Coyle elmondták, az együttes zenéjén nőttek fel, a God Forbid basszusgitárosának, John Outcaltnak pedig Cliff Burton az egyik legnagyobb példaképe.
A finn Apocalyptica kiadott egy Plays Metallica by Four Cellos című lemezt, melyen nyolc Metallica-dalt adnak elő csellón. A Beatallica paródiazenekar Beatles- és Metallica-dalok keverékét adja elő. A Dream Theater több alkalommal is előadta koncertjein a Master of Puppets albumot.
2003-ban nyertek egy MTV Icon-díjat, melynek révén számos előadó játszott el Metallica-számokat. A Sum 41 egy egyveleget adott elő a For Whom the Bell Tolls, az Enter Sandman és a Master of Puppets dalokból. Avril Lavigne a Fuelt, Snoop Dogg a Sad but True-t, a Korn a One-t, a Limp Bizkit pedig a "Welcome Home (Sanitarium)"-ot adta elő. A népszerű Guitar Hero játékban több Metallica-dal is szerepel. Elsőként a Guitar Hero III-ban szerepelt a One, majd a Guitar Hero: World Tourban a Trapped Under Ice. Végül 2009-ben megjelent egy Guitar Hero: Metallica videójáték, melyben számos daluk helyet kap.
A Rolling Stone magazin Minden idők 500 legjobb albumának listáján a Master of Puppets a 167., míg a Fekete Lemez a 252. helyen szerepel. A Master of Puppets első helyre került a Q magazin Minden idők 50 legkeményebb albumának listáján. Ezenkívül első lett az IGN Top 25 Metal Album és a Metal-rules.com A 100 legjobb heavy metal album listáin. Az Enter Sandman daluk 399. lett a Rolling Stone Minden idők 500 legjobb dalának a listáján.
A Metallica számtalan későbbi együttesre volt hatással. Néhány olyan zenekar, melyek fontos inspirációs forrásként jelölik meg őket: Testament, Pantera, Machine Head, Cannibal Corpse, White Zombie, Faith No More, Alice in Chains, System of a Down, Slipknot Deftones, Dream Theater, Fates Warning, Kreator, Death, Sepultura, Cradle of Filth, Korn, Limp Bizkit, As I Lay Dying, Avenged Sevenfold, Bullet For My Valentine, Lamb of God, Trivium, Primus, Mastodon.

## Díjak
Grammy-díj:
- 1990: Best Metal Performance – „One”
- 1991: Best Metal Performance – „Stone Cold Crazy”
- 1992: Best Metal Performance With Vocal – Metallica
- 1999: Best Metal Performance – „Better than You”
- 2000: Best Hard Rock Performance – „Whiskey in the Jar”
- 2001: Best Rock Instrumental Performance – „The Call of Ktulu”
- 2004: Best Metal Performance – „St. Anger”
- 2009: Best Metal Performance – „My Apocalypse”
- 2009: Best Recording Package – „Death Magnetic”

Polar Music Prize:
- 2018: For international recognition of excellence in the world of music – Metallica

MTV Video Music Awards:
- 1992: Best Metal Video – „Enter Sandman”
- 1996: Best Metal Video – „Until It Sleeps”

American Music Awards:
- 1996: Favorite Artist: Heavy Metal/Hard Rock: Metallica – Load
- 1996: Favorite Metal/Hard Rock Song – „Until It Sleeps”

Billboard Music Awards:
- 1997: Billboard Rock and Roll Artist of the Year: Metallica (RIAA Diamond Award)
- 1999: Catalog Artist of the Year: Metallica
- 1999: Catalog Album of the Year: Metallica (The Black Album)
- 2017: Top Rock Album: Hardwired… to Self-Destruct

Kerrang! Awards:
- 2003: Hall of Fame – Metallica
- 2003: Best International Band – Metallica
- 2004: Best Band on the Planet – Metallica
- 2008: Inspiration Award Winner – Metallica
- 2009: Best Album – Death Magnetic
- 2019: Best International Band – Metallica
- 2019: Best International Live Act – Metallica

A Metallicát az MTV a 3. helyre rangsorolta a „történelem legnagyobb heavy metal együttese” listán, és 5. helyen szerepel a VH1 a „hard rock 100 legnagyobb előadóját” felvonultató listáján.

## A zenekar tagjai
| Jelenlegi tagok - James Hetfield – ének, ritmusgitár (1981–jelen) - Lars Ulrich – dobok (1981–jelen) - Kirk Hammett – szólógitár, háttérének (1983–jelen) - Robert Trujillo – basszusgitár, háttérének (2003–jelen) | Korábbi tagok - Ron McGovney – basszusgitár (1982) - Dave Mustaine – szólógitár, háttérének (1982–1983) - Cliff Burton – basszusgitár, háttérének (1982–1986) - Jason Newsted – basszusgitár, háttérének (1986–2001) |

## Diszkográfia
Stúdióalbumok
- Kill ’Em All (1983)
- Ride the Lightning (1984)
- Master of Puppets (1986)
- …And Justice for All (1988)
- Metallica (1991)
- Load (1996)
- ReLoad (1997)
- St. Anger (2003)
- Death Magnetic (2008)
- Hardwired… to Self-Destruct (2016)
- 72 Seasons (2023)

Kollaborációs albumok
- Lulu (Lou Reeddel) (2011)

## Turnék
- 1983 – Kill ’Em All For One Tour
- 1985–1986 – Ride The Lightning Tour
- 1986–1987 – Damage, Inc. Tour
- 1988–1989 – Damaged Justice Tour
- 1991–1993 – Wherever We May Roam Tour
- 1993 – Nowhere Else To Roam Tour
- 1994 – Shit Hits The Sheds Tour
- 1995 – Escape From The Studio '95
- 1996–1997 – Poor Touring Me
- 1998–1999 – Poor Re–Touring Me
- 1999 – Garage Remains The Same Tour
- 2000 – Summer Sanitarium Tour
- 2003 – Summer Sanitarium Tour 2003
- 2003–2004 – Madly in Anger with the World Tour
- 2006 – Escape from the Studio '06
- 2007 – Sick of the Studio '07
- 2008–2011 – World Magnetic Tour
- 2016–2019 – WorldWired Tour
- 2023–2024 – M72 World Tour[293]

## Ajánlott irodalom
- Mark Putterford–Xavier Russell: Metallica; ford. Nagymáté Gábor; Látomás, Bp., 1998
- Metallica és filozófia. Agysebészeti gyorstalpaló; szerk. William Irwin, ford. Paár Petra; Szenzár, Bp., 2008
- Joel McIver: Metallica; ford. Pritz Péter; Cartaphilus, Bp., 2010 (Legendák élve vagy halva)
- Hartmann Zoltán–Tobola Csaba–Szántai Zsolt: 29 Fémkemény Metallica év. Enter The Puppetmaster (magyarul). STB Könyvek (2010). ISBN 978-963-259-025-7
- Mark Eglinton: James Hetfield. A Metallica farkasa; ford. Nagy Péter; Silenos, Bp., 2012
- Wall, Mick. Enter Night: A Biography of Metallica (angol nyelven). St. Martin's Press (2011. május 10.). ISBN 978-0-312-64989-0
- Halfin, Ross. The Ultimate Metallica (angol nyelven). Chronicle Books (2010. október 13.). ISBN 978-0-8118-7505-9
- Ingham, Chris. Metallica: The Stories Behind the Biggest Songs (Stories Behind Books) (angol nyelven). Carlton Books (2009. november 1.). ISBN 978-1-84732-339-2
- Stenning, Paul. Metallica: All That Matters (angol nyelven). Plexus Publishing (2009. szeptember 28.). ISBN 978-0-85965-435-7
- McIver, Joel. Justice for All: The Truth about Metallica (angol nyelven). Omnibus Press (2009. szeptember 1.). ISBN 978-1-84772-797-8
- McIver, Joel. To Live Is to Die: The Life and Death of Metallica's Cliff Burton (angol nyelven). Jawbone Press (2009. június). ISBN 978-1-906002-24-4
- Berlinger, Joe – Milner, Greg. Metallica: This Monster Lives: The Inside Story of Some Kind of Monster (angol nyelven). St. Martin's Press (2005. október 20.). ISBN 978-0-312-33312-6
- Chirazi, Steffan. So What!: The Good, The Mad, and The Ugly (angol nyelven). Broadway (2004. augusztus 17.). ISBN 978-0-7679-1881-7
- Doughton, K.J.. Metallica Unbound (angol nyelven). Grand Central Publishing (1993. augusztus 1.). ISBN 978-0-446-39486-4
- Chris Ingham: Metallica. Történelem a dalok mögött; ford. Varga Csaba; Álomgyár, Bp., 2020
- Joel Mclver: To live is to die. Cliff Burton élete, halála és a Metallica hőskora; ford. Kovács Attila, Vincze Ádám; Cser, Bp., 2020